# ЭР9
ЭР9 (Электропоезд Рижский, 9-й тип) — серия электропоездов переменного тока, выпускавшихся с 1962 года на Рижском вагоностроительном заводе (РВЗ) для железных дорог СССР. Включает вагоны Мп (моторный промежуточный), Пг (прицепной головной) и Пп (прицепной промежуточный).

## Общие сведения
Электропоезда семейства ЭР9 предназначены для пригородных пассажирских перевозок на электрифицированных участках железных дорог колеи 1520 мм с номинальным напряжением в контактной сети 25 кВ переменного тока. Поезда имеют комбинированные двери и могут эксплуатироваться на линиях, оборудованных как высокими, так и низкими платформами (за исключением первой опытной секции), чем отличаются от поездов ЭР7 с дверями только на высокие платформы. Поезда выпускались с двумя вариантами лобовой части кабины машиниста головных вагонов — круглой и плоской, впоследствии часть из них при модернизации получила иные кабины.
В процессе выпуска электропоездов ЭР9 было создано множество модификаций, получивших свои буквенные индексы. Впоследствии также был создан ряд модификаций путём модернизации вагонов электропоездов ЭР9. Первоначально электропоезда серии ЭР9 не имели электрического торможения, однако оно появилось у модификаций ЭР9ЕТ и ЭР9Т.

## История создания серии

### Проектирование
Данная серия возникла как развитие серии ЭР7 (электропоезда ЭР7К). В конце 1961 года Рижский вагоностроительный и Рижский электромашиностроительный заводы выпустили двухвагонную секцию (моторный и головной вагоны) серии ЭР9, которые незначительно отличались от вагонов электропоездов ЭР7К, фактически являясь их разновидностью. Справедливее было бы новым электровагонам присвоить серию ЭР7М (модернизированная).

### Постройка и испытания
Опытная секция, получившая номер 01, включала необходимые для движения вагоны, то есть Гп (номер 0101) и Мп (номер 0102).
В начале 1962 года новая секция испытывалась на экспериментальном кольце ЦНИИ МПС, а со второй половины этого года началась постройка десятивагонных электропоездов ЭР9.
После испытаний секция поступила в депо Горький-Московский Горьковской железной дороги; её дальнейшая судьба неизвестна.

### Производство

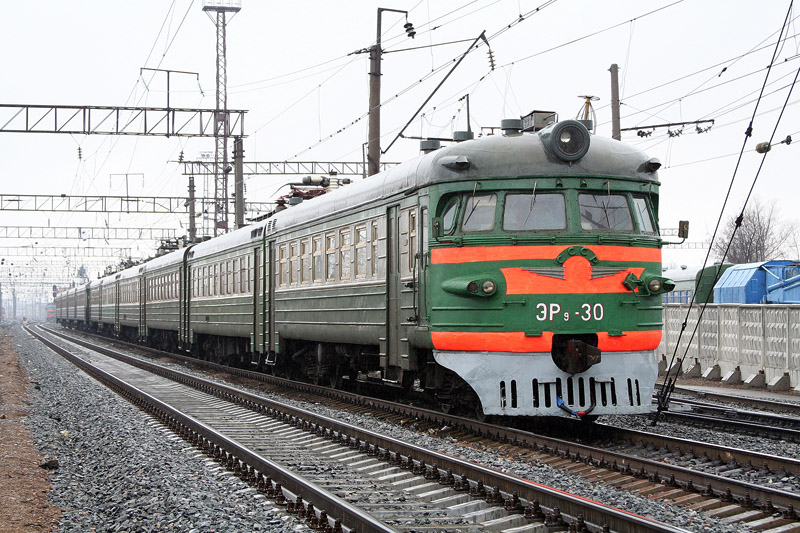
ЭР9-30 на Горьковской ЖД

Моторные вагоны ЭР9 строились Рижским вагоностроительным заводом (РВЗ),
прицепные (Пг и Пп) — Калининским вагоностроительным заводом (КВЗ),
тяговые электродвигатели и ряд аппаратов — Рижским электромашиностроительным заводом (РЭЗ), трансформаторное оборудование — Таллинским заводом ртутных выпрямителей, выпрямительные установки — Саранским заводом «Электровыпрямитель» и Таллинским заводом ртутных выпрямителей, главные воздушные выключатели — заводом «Уралэлектроаппарат», а затем Нальчикским заводом высоковольтной аппаратуры. Позднее (начиная с электропоезда ЭР9П-266) РВЗ освоил производство и прицепных вагонов.
Выпуск на РВЗ продолжался до 1996 года. Всего было построено более шестисот составов серии ЭР9 различного исполнения (см. таблицу ниже). В итоге серия ЭР9 среди других серий РВЗ уступила только ЭР2 и, наравне с ЭР2, стала основной на железных дорогах СССР.
| Сведения о номерах электропоездов серии ЭР9, их составности, а также о постройке отдельных электровагонов и секций | Сведения о номерах электропоездов серии ЭР9, их составности, а также о постройке отдельных электровагонов и секций | Сведения о номерах электропоездов серии ЭР9, их составности, а также о постройке отдельных электровагонов и секций | Сведения о номерах электропоездов серии ЭР9, их составности, а также о постройке отдельных электровагонов и секций | Сведения о номерах электропоездов серии ЭР9, их составности, а также о постройке отдельных электровагонов и секций | Сведения о номерах электропоездов серии ЭР9, их составности, а также о постройке отдельных электровагонов и секций | Сведения о номерах электропоездов серии ЭР9, их составности, а также о постройке отдельных электровагонов и секций | Сведения о номерах электропоездов серии ЭР9, их составности, а также о постройке отдельных электровагонов и секций |
| Год выпуска | Количество построенных электровагонов, шт                                                                          | Номера выпущенных электропоездов                                                                                   | Количество вагонов в электропоездах                                                                                | Номера отдельных электровагонов                                                                                    | Номера отдельных электровагонов                                                                                    | Номера отдельных секций                                                                                            | Номера отдельных секций                                                                                            |
| Год выпуска | Количество построенных электровагонов, шт                                                                          | Номера выпущенных электропоездов                                                                                   | Количество вагонов в электропоездах                                                                                | Головных прицепных                                                                                                 | Промежуточных моторных                                                                                             | Головных | Средних |
| ЭР9 | ЭР9 | ЭР9 | ЭР9 | ЭР9 | ЭР9 | ЭР9 | ЭР9 |
| --- | --- | --- | --- | --- | --- | --- | --- |
| 1961 | 2 | 01 | 2 | — | — | — | — |
| 1962 | 100 | 02—11 | 10 | — | — | — | — |
| 1963 | 250 | 12—33, 35—37 | 10 | — | — | — | — |
| 1964 | 100 | 38—47 | 10 | — | — | — | — |
| ЭР9П | | | | | | | |
| 1963 | 10 | 34 | 10 | — | — | — | — |
| 1964 | 240 | 48—71 | 10 | — | — | — | — |
| 1965 | 400 | 72—111 | 10 | — | — | — | — |
| 1966 | 460 | 112—157 | 10 | — | — | — | — |
| 1967 | 582 | 158—229 | 8 | 401—403 | 30100, 30200, 30300                                                                                                | — | — |
| 1968 | 232 | 230—258 | 8 | — | — | — | — |
| 1969 | 401 | 259—305 | 8 | 404—419 | — | — | — |
| 1970 | 60 | 307—313 | 8 | 420—423 | — | — | — |
| 1971 | 100 | 314—325 | 8 | 424—427 | — | — | — |
| 1972 | 100 | 326, 331—333 | 8 | 428—435 | — | — | 600—606, 608—610                                                                                                   |
| 1972 | 100 | 327—330 | 10 | 428—435 | — | — | 600—606, 608—610                                                                                                   |
| 1973 | 120 | 334—342 | 8 | 436—443 | — | — | 611—620 |
| 1973 | 120 | 343, 344 | 10 | 436—443 | — | — | 611—620 |
| 1974 | 180 | 345—350, 354—358                                                                                                   | 10 | — | 5000, 5001, 5002, 5003                                                                                             | 4000—4003 | 621—629 |
| 1974 | 180 | 351—353, 359, 360                                                                                                  | 8 | — | 5000, 5001, 5002, 5003                                                                                             | 4000—4003 | 621—629 |
| 1975 | 180 | 361—364, 367, 368, 372, 373                                                                                        | 10 | — | — | 4004, 4005 | 630—644 |
| 1975 | 180 | 365, 366, 374—377                                                                                                  | 8 | — | — | 4004, 4005 | 630—644 |
| 1975 | 180 | 369—371 | 6 | — | — | 4004, 4005 | 630—644 |
| ЭР9М | | | | | | | |
| 1976 | … | 382—388, 391, 392, 395, 396                                                                                        | 10 | — | 5004—5020 | — | — |
| 1976 | … | 378—381, 389, 390, 393, 394                                                                                        | 8 | — | 5004—5020 | — | — |
| 1977 | … | 397—400, 501—514                                                                                                   | 10 | — | — | 4006, 4007 | 645—652 |
| 1978 | … | 515—533 | 10 | — | — | — | — |
| 1979 | … | 534—552 | 10 | — | — | — | — |
| 1980 | … | 553—559 | 10 | — | — | — | — |
| 1981 | … | 560—564, 566—571                                                                                                   | 10 | — | — | 4008, 4009 | 653—655 |
| 1982 | … | 573—580 | 10 | 4010—4017, 4019—4021                                                                                               | — | — | — |
| 1982 | … | 581—587 | 6 | 4010—4017, 4019—4021                                                                                               | — | — | — |
| 1982 | … | 588 | 8 | — | — | — | 656—662 |
| 1982 | … | 589 | 4 | — | — | — | 656—662 |
| 1995 | 8 | — | — | 5030—5037 | — | — | — |
| ЭР9Е | | | | | | | |
| 1981 | … | 565, 572 | 10 | — | — | — | — |
| 1982 | … | 590, 591 | 10 | — | — | — | — |
| 1983 | … | 592—609 | 10 | — | — | — | — |
| 1984 | … | 610—628 | 10 | — | — | 4031—4034 | 665 |
| 1985 | … | 629—647 | 10 | — | — | 4035, 4036 | — |
| 1986 | … | 648—650, 653, 654                                                                                                  | 10 | — | — | 4037, 4038 | 4039—4049 |
| 1986 | … | 651, 652, 655, 656                                                                                                 | 6 | — | — | 4037, 4038 | 4039—4049 |
| 1987 | … | 657—660, 662, 663, 665, 666                                                                                        | 10 | — | — | 4050, 4051 | — |
| 1987 | … | 661, 664 | 8 | — | — | 4050, 4051 | — |
| 1995 | 2 | — | — | 4057, 4058 | — | — | — |
| ЭР9Т, ЭР9ТМ | | | | | | | |
| 1988 | … | 667—669, 674, 675                                                                                                  | 10 | — | — | — | — |
| 1988 | … | 670—673, 676, 677                                                                                                  | 12 | — | — | — | — |
| 1989 | … | 678—691 | 10 | — | — | — | — |
| 1990 | … | 692—700 | 10 | — | — | 4052, 4053 | — |
| 1991 | … | 701—724 | 10 | — | — | 4054, 4055 | 6050 |
| 1994 | … | 725—728, 730—733                                                                                                   | 10 | — | — | — | — |
| 1994 | … | 729 | 11 | — | — | — | — |
| 1995 | … | 734—741 | 10 | — | — | — | — |
| 1996 | … | 742—745, 801 | 10 | — | — | — | — |
| 2001 | … | 746 | 10 | — | — | — | — |
| 2003 | … | 747 | 10 | — | — | — | — |

## Конструкция
Серия ЭР9 включает следующие варианты исполнения (модификаций):
| Вариант | Обозначение поезда | Обозначение вагона Мп | Обозначение вагона Пг | Обозначение вагона Пп |
| ------- | ------------------ | --------------------- | --------------------- | --------------------- |
| ЭР9     | 62-35              | 62-36                 | 62-37                 | 62-38                 |
| ЭР9П    | 62-101             | 62-102                | 62-103                | 62-104                |
| ЭР9А    | 62-213             | 62-214                | 62-215                | 62-216                |
| ЭР9М    | 62-255             | 62-256*               | 62-257*               | 62-258*               |
| ЭР9Е    | 62-263             | 62-264*               | 62-265*               | 62-266*               |
| ЭР9ЕТ   | 62-275             | 62-276*               | 62-277*               | 62-278*               |
| ЭР9Т    | 62-289             | 62-290*               | 62-291*               | 62-292*               |
| ЭР9ТМ   | 62-2011            | 62-2012               | 62-2013               | 62-2014               |

Примечание — Символом * отмечены предположительные обозначения вагонов (какими они должны быть, исходя из принципов присвоения обозначений РВЗ).
У электропоездов ЭР9 имеется конструктивный аналог для линий постоянного тока 3 кВ — ЭР2 (для поездов ЭР9ЕТ и ЭР9Т — ЭР2Р и ЭР2Т).

### Составность
Электропоезд ЭР9 формируется из двухвагонных электросекций, каждая из которых состоит из моторного промежуточного (Мп) и прицепного головного (Пг) либо промежуточного (Пп) вагонов. Если в состав электросекции входит головной вагон, то она называется головной секцией, если нет, то промежуточной секцией. Каждая из электросекций не может работать отдельно от других (из-за отсутствия кабины машиниста с одного или обоих концов), но так как по ним ведётся учёт парка моторвагонных поездов, они получили обозначение учётных.
В составе каждой из секций первым считается прицепной вагон, вслед за которым сцепляется моторный вагон, при этом вагоны в составе каждой из секций повёрнуты стороной с узкими окнами вперёд (у головных вагонов они находятся со стороны кабины машиниста), то есть моторный вагон в составе секции прицепляется стороной с узкими окнами и токоприёмником к стороне прицепного вагона без узких окон. Направление ориентации промежуточных секций в составе как правило совпадает с направлением ближайшей головной секции, то есть узкими окнами к ближайшему головному вагону. Если в составе нечётное количество секций, средняя может быть обращена в любом направлении, но как правило узкими окнами к головному вагону с номером 01).
Минимальное число вагонов в эксплуатируемых электропоездах равно 4 (2 головные секции), максимальное — 12 (2 головные и 4 промежуточные секции). В целом поезда формируются из равного числа моторных и прицепных вагонов (всего — от 4 до 12), то есть составляются по формуле (Пг+Мп)+0..4×(Пп+Мп)+(Мп+Пг). Эксплуатация поездов с числом вагонов больше 12 не рекомендуется, из-за повышенной нагрузки на находящиеся в головных вагонах генераторы тока управления. За основную поездную единицу электропоездов ЭР9, как и у ЭР2, принят 10-вагонный электропоезд, состоящий из 2 головных прицепных, 5 промежуточных моторных и 3 промежуточных прицепных вагонов.

### Механическое оборудование
Кузова вагонов — цельнометаллические сварные, несущей конструкции. В основном элементы конструкции кузовов те же, что и в кузовах вагонов электропоезда ЭР2. Различны лишь элементы для размещения и установки электрического оборудования, специфического для электропоезда переменного тока. Например, для подвески тягового трансформатора, выпрямительной установки и сглаживающего реактора в раме моторного вагона установлены более мощные поперечные балки. Также предусмотрены места: для крепления главного выключателя (ГВ) на крыше вагона и для высоковольтного ввода на торцовой стене. Опытная секция ЭР9-01, как и ЭР7, имела выходы только на высокие платформы. Начиная с электропоезда ЭР9-02, кузова вагонов стали выпускать с комбинированными выходами (на низкие или высокие платформы), то есть по типу кузовов электропоездов ЭР2.
Внутреннее оборудование и планировка вагонов в основном такие же, как у вагонов ЭР2. Однако в моторных вагонах поездов ЭР9М, ЭР9Е, и ЭР9Т установлены высоковольтные шахты в центре вагона. В этих шахтах расположен шинный ввод, который заменяет высоковольтный кабельный ввод.

### Электрическое оборудование

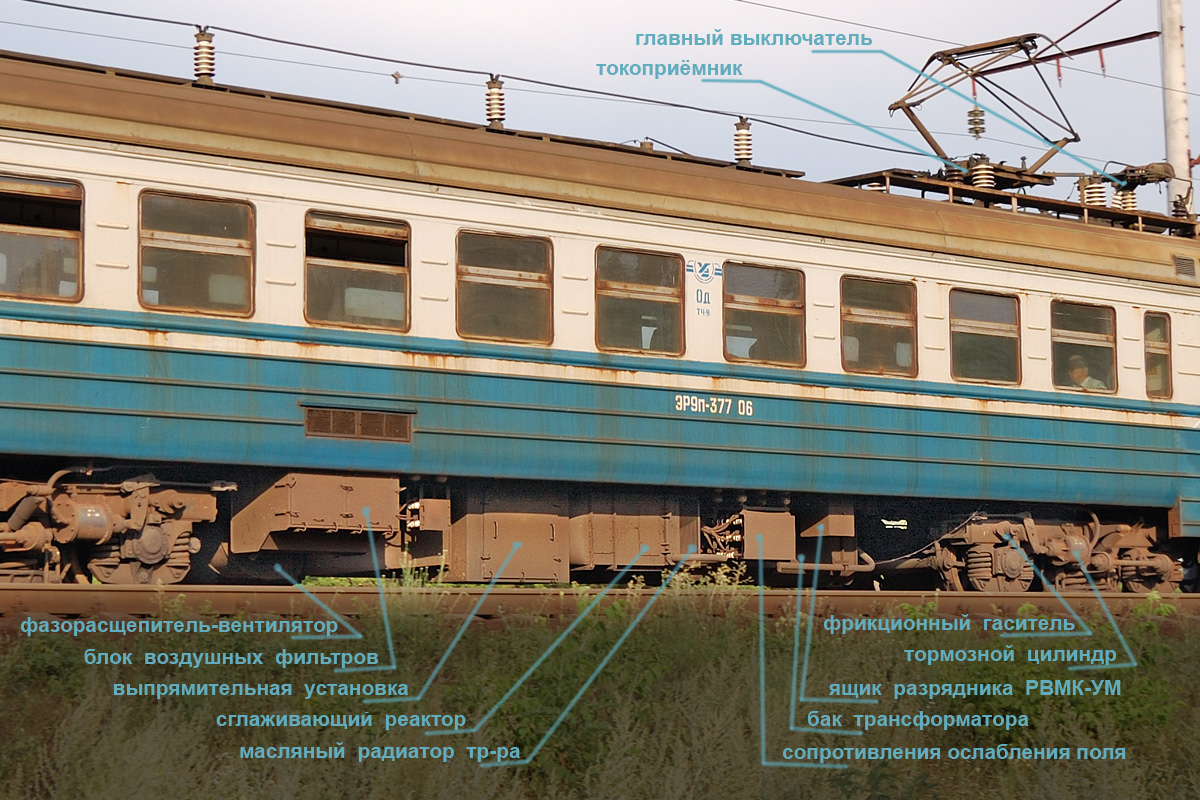
Расположение оборудования снаружи моторного вагона ЭР9П, ЭР9М

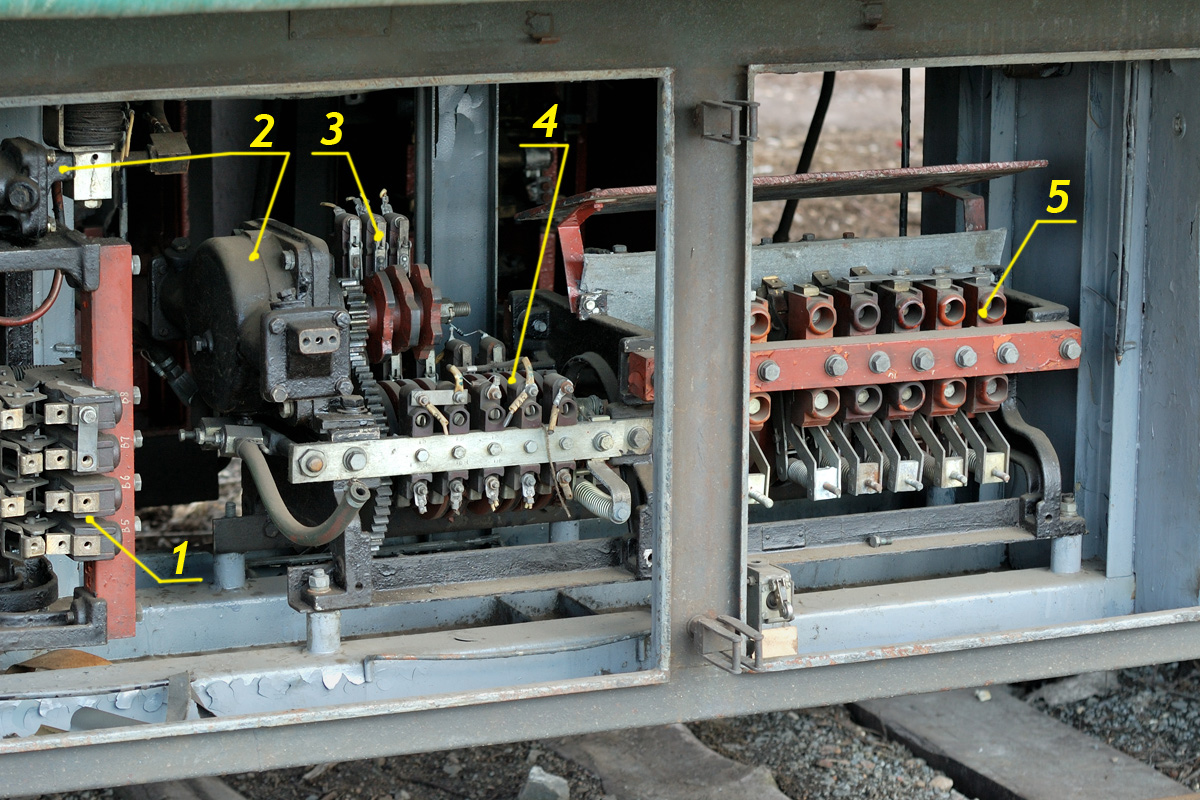
Реостатный контроллер электропоезда ЭР2, схожий по конструкции с силовым контроллером ЭР9:
2 — пневмопривод;
3 — контакты управления приводом;
4 — прочие контакты управления;
5 — силовые контакты

На каждом моторном вагоне установлено по четыре тяговых электродвигателя (ТЭД) постоянного тока. Двигатели соединены в две параллельные группы, по два последовательно. Двигатели получают питание от контактной сети через: токоприёмник Л-13У01 (или Л-14М01), силовой трансформатор, контроллер силовой пневматический (КСП), выпрямительную установку (ВУ), сглаживающий реактор (СР) и линейные контакторы (ЛК). КСП служит для регулирования напряжения, ВУ и СР — для преобразования переменного тока в постоянный, ЛК — для оперативного включения и отключения тока.

#### Электрические аппараты
Токоприёмник расположен на крыше моторного вагона. Он соединён с первичной (сетевой) обмоткой силового трансформатора высоковольтным шинным вводом. Токоприёмники всех моторных вагонов могут соединяться параллельно для повышения надёжности работы и возможности опустить несколько токоприёмников для содержания их в резерве. Для этого по крышам прицепных и моторных вагонов проложена шина на изоляторах, между вагонами шины соединяются гибкими перемычками.
Силовой трансформатор (ОЦР-1000/25, однофазный масляный) установлен под кузовом вагона. Трансформатор имеет четыре обмотки:
одну первичную (сетевую) на номинальное напряжение 25 кВ при частоте 50 Гц, три вторичных (тяговую, отопительную на напряжение 628 В и вспомогательную на напряжение 220 В). Выпрямительная установка преобразовывает переменный ток в постоянный (пульсирующий) для питания ТЭД. На электропоезде ЭР9 выпрямительные установки расположены в тамбурных шкафах, на остальных модификациях, составляющих подавляющее большинство серии — под вагоном. Мотор-компрессор, насос трансформатора, мотор-вентиляторы калориферов отопления питаются трёхфазным переменным напряжением 220 В, вырабатываемым фазорасщепителем, который питается однофазным напряжением 220 В от силового трансформатора.
Сглаживающий реактор СР-800 представляет собой катушку индуктивности. Реактор предназначен для уменьшения пульсаций выпрямленного тока, поступающего к тяговым электродвигателям. Охлаждается силовое оборудование принудительно: на валу фазорасщепителя установлен центробежный вентилятор, воздух от которого последовательно проходит ВУ, СР, масляный радиатор трансформатора и выбрасывается на улицу. На электропоездах ЭР9 ВУ охлаждаются отдельными вентиляторами.
КСП — кулачковый контроллер, приводимый в движение пневматическим приводом и близкий по конструкции к реостатному контроллеру электропоездов ЭР2. КСП переключает отпайки тяговой обмотки трансформатора, ступенчато изменяя напряжение на ТЭД. Всего ступеней 20; переключение идёт под контролем реле ускорения, допускающего включение следующей ступени после спадения тока ТЭД до 365 А (при включении в кабине кнопки «Пониженное ускорение» — до 300 А).

### Управление тягой поезда
Контроллер машиниста, установленный в кабине, имеет шесть положений: 0, М (маневровое), 1—4. В маневровом положении включаются ЛК, и на ТЭД (через КСП, стоящий на 1-й позиции) поступает минимальное напряжение. При установке контроллера в первое положение КСП начинает вращение до 6-й позиции, в положении 2 — до 10-й, в положении 3 — до 16-й, в положении 4 — до 19-й позиции. До 16-й позиции включительно разгон будет идти за счёт повышения напряжения на двигателях, на позициях 17—19 будут включены три ступени ослабления возбуждения (третий метод регулирования частоты вращения двигателя постоянного тока).
При установке контроллера машиниста на нулевую позицию отключатся ЛК и силовой контроллер, если он находится на позициях 2—20, начнёт движение на позицию 1, вращаясь только в сторону набора, так как пневмопривод — одностороннего действия. ЛК включаются лишь при нахождении силового контроллера на первой позиции (во избежание резкого броска тока); таким образом, если контроллер машиниста был поставлен на позиции 1—4 (что вызовет страгивание КСП с первой позиции) и тут же возвращён в 0, то тягу невозможно включить до завершения полного оборота КСП, который занимает 12—15 сек.
В холодное время года из-за застывания в пневмоприводе конденсата и смазки ход силового контроллера замедляется и может вообще прекратиться. Эта ситуация обозначается жаргонным выражением «вагон везёт на маневровой» (КСП стоит на первой позиции, соответствующей маневровому положению контроллера) и может привести к срыву графика движения. Борются с этим регулярной смазкой пневмоприводов или, значительно реже, их подогревом.

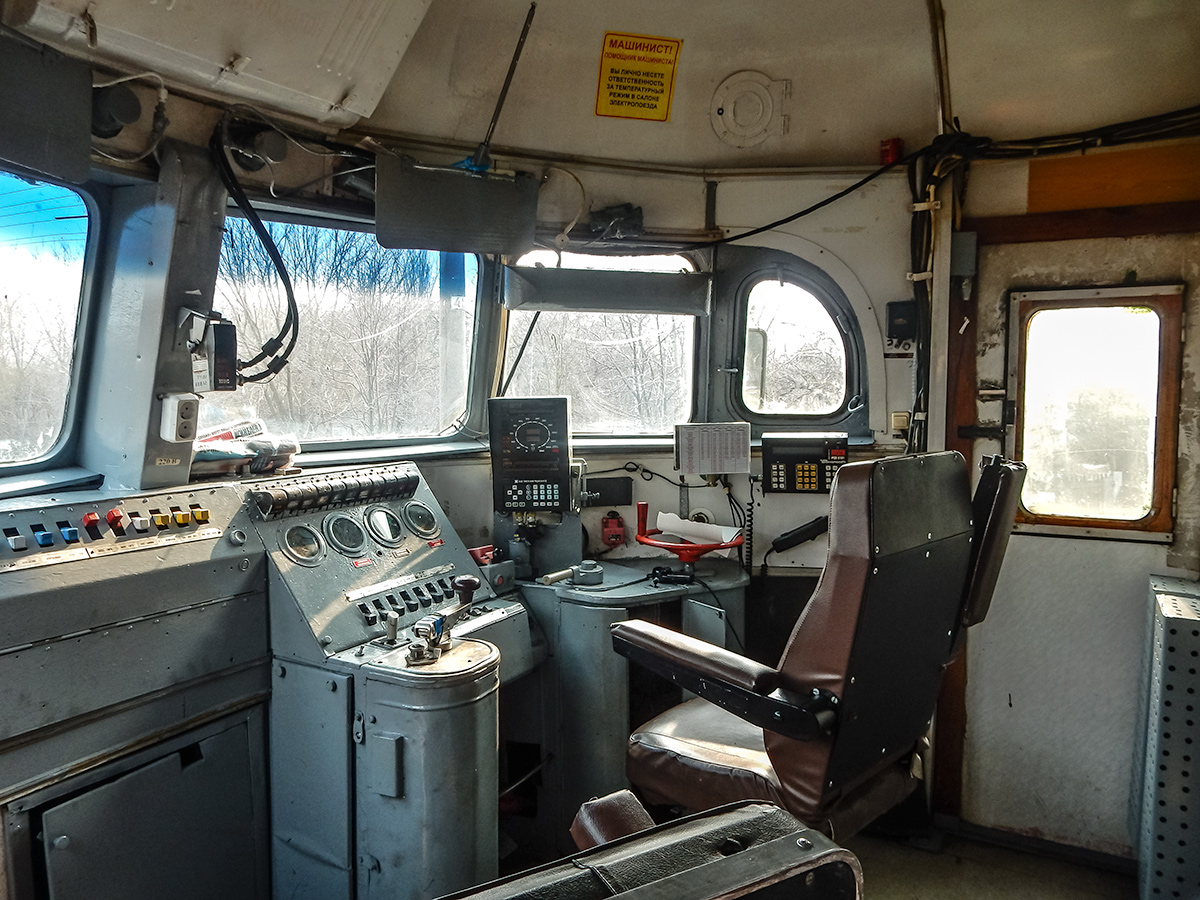
Кабина ЭМ9-004 (ЭР9П) старого образца, без тамбура
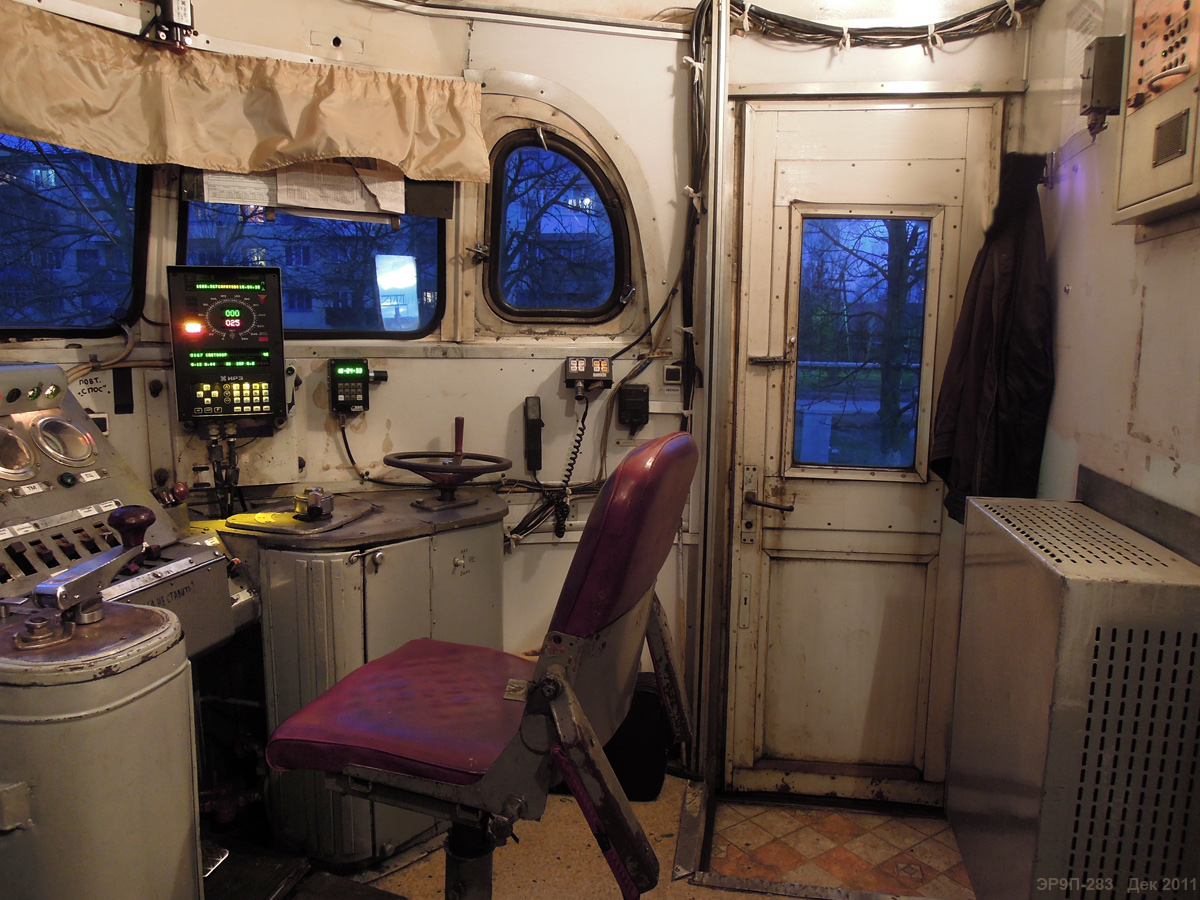
Кабина ЭР9П старого образца, без тамбура (ЭР9П-283)
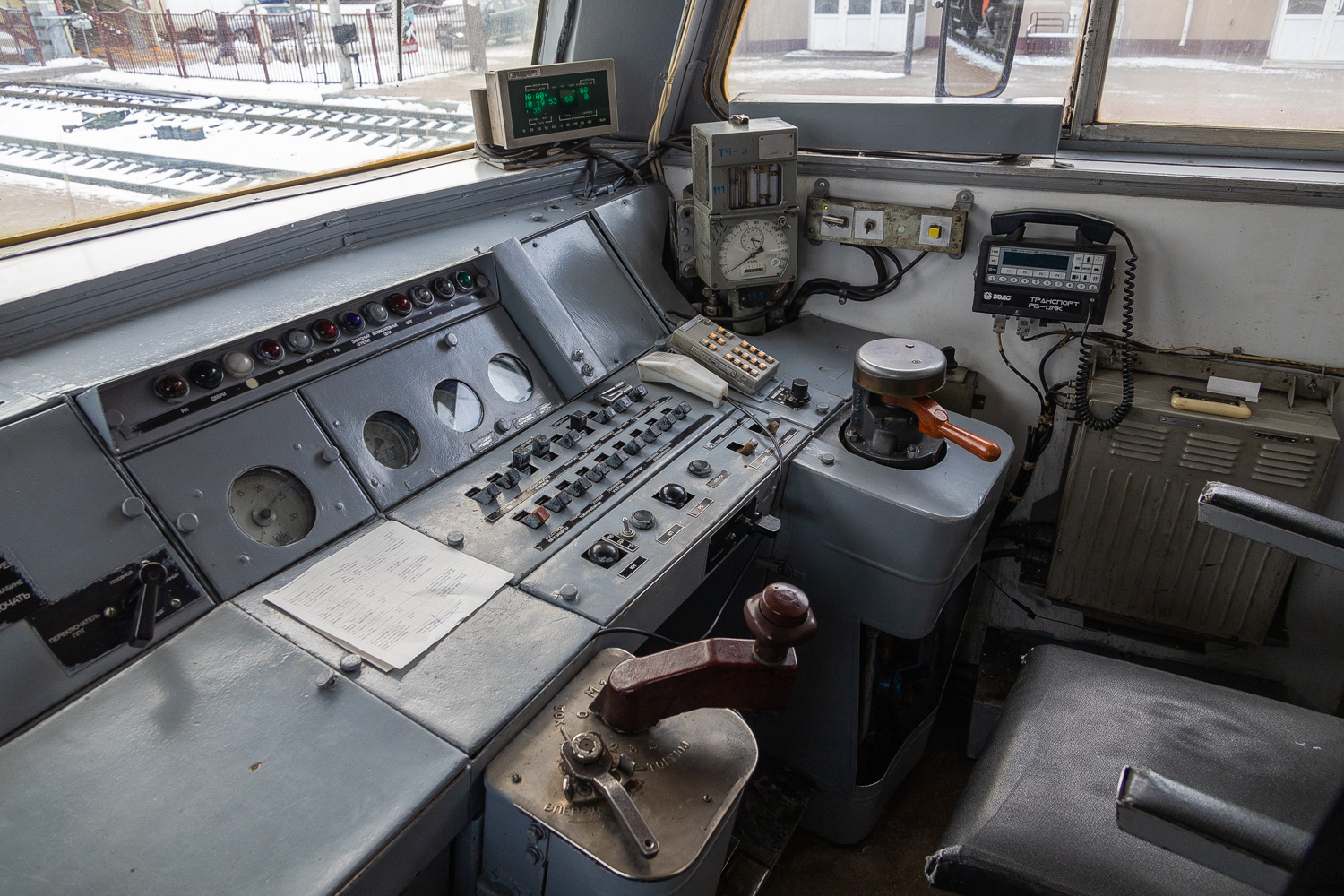
Пульт управления в кабине ЭР9Т-678 нового образца

### Технические характеристики
Основные параметры десятивагонного поезда (ЭР9):
- масса: 
  - вагона Мп — 59,2 т;
  - вагона Пп — 37,0 т;
  - вагона Пг — 39,0 т;
- размеры вагона:
  - длина — 19 600 мм;
  - ширина — 3521 мм;
  - высота — 4268 мм;
- мест для сидения:
  - в вагоне Мп — 110;
  - в вагоне Пп — 108;
  - в вагоне Пг — 68;
- конструкционная скорость — 130 км/ч.

### Нумерация и маркировка
Система нумерации и маркировки, применённая на поездах серии ЭР9, в целом соответствует принятой для других электропоездов РВЗ (впервые подобная система применена для серии ЭР1). Составы получали номера двухзначного написания (начиная от 01), а с номера 100 — трёхзначного. Маркировка на лобовой части головных вагонов выполнялась в форматах, соответственно, ЭР9-ХХ, ЭР9П-ХХ (или ЭР9П-ХХХ), ЭР9М-ХХХ, ЭР9Е-ХХХ, ЭР9ЕТ-ХХХ, ЭР9Т-ХХХ и ЭР9ТМ-ХХХ, где ХХ (или ХХХ) — номер состава (без указания номера вагона). На составах с номером меньше 10 иногда можно было встретить маркировку с номером из одного символа; например, ЭР9-3. Маркировка выполнялась под лобовыми стёклами в центре. Каждый вагон состава получал свой номер, в котором первые цифры означали номер состава, последние две — номер вагона по комплекту. Маркировка с номерами вагонов выполнялась под окнами посередине вагона и отличалась добавлением двух цифр номера вагона в тот же формат. Моторные вагоны получали чётные номера (02, 04, 06, 08 и 10), головные — 01 и 09, промежуточные прицепные — остальные нечётные (03, 05 и 07). Например, маркировка первого головного вагона электропоезда ЭР9-3 будет ЭР9-301; одного из моторных вагонов электропоезда ЭР9Е-662 будет ЭР9Е-66202 и т. д. Для некоторых восьмивагонных поездов (ЭР9П) делалось исключение — один из головных вагонов получал номер 07. Однако позднее второй головной вагон получал номер 09 независимо от их общего количества. Также под лобовыми стёклами в центре (над номером) закреплялся логотип РВЗ того времени (пятиконечная звезда с двумя крыльями по бокам и буквами «РВЗ» сверху); позже на большинстве составов с кабиной старого типа на этом месте ставился рельефный герб СССР с двумя крыльями по бокам. После внедрения обновлённой кабины на том же месте закреплялся новый логотип (буквы «RVR»).
В ранние времена формат был несколько иным — с дополнительным тире. Например, электропоезд ЭР9 с номером 01 был обозначен ЭР-9-01. Далее тире после букв «ЭР» ставить перестали, а цифра 9 уменьшилась в размере по сравнению с цифрами заводского номера и буквами (как будто в нижнем индексе). Однако, в отличие от маркировки дизель-поезда Д1, здесь был применён мелкий шрифт (например, ЭР9-10, ЭР9П-113), а не нижний индекс, о чём свидетельствуют технические документы и надписи на заводских табличках. Если после цифры 9 была буква П или М, то она также была уменьшена. Начиная с ЭР9Е все буквы и цифры стали наноситься одинаковым шрифтом, хотя на некоторых составах при проведении ремонтов с перекраской мог снова применяться мелкий шрифт. И, наоборот, на некоторых составах ЭР9, ЭР9П и ЭР9М после перекраски все символы могли наноситься одним шрифтом.
После распада СССР на Украине маркировка стала выполняться с украинскими буквами (например: ЕР9М-555), а в Литве, соответственно, латинскими. При этом в Литве стали вносить в маркировку на лобовой части и номер вагона, через тире, с пробелом вместо тире после обозначения состава (например: ER9M 381-01). Нередко на место герба СССР или логотипа РВЗ под лобовыми стёклами в постсоветское время в некоторых странах эксплуатации наносился логотип дороги (оператора).

## Модернизации и модификации

### ЭР9П

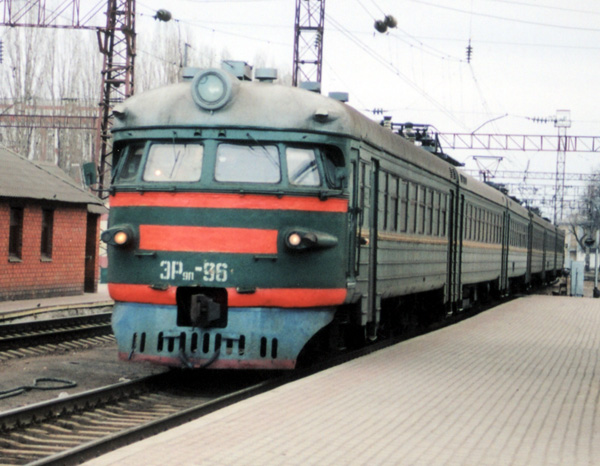
ЭР9П-96 (состав ранних выпусков) в Воронеже

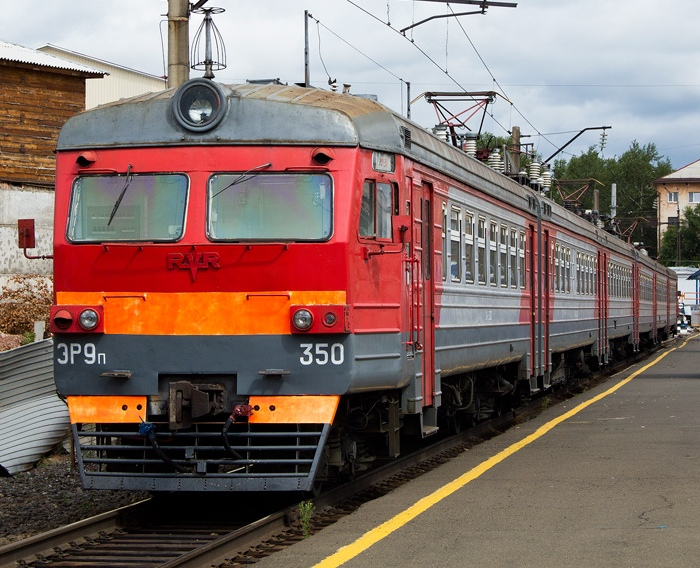
ЭР9П-350 (состав поздних выпусков) в корпоративной окраске ОАО «РЖД» в Братске

Данная модификация выпускалась с 1964 года. В отличие от ЭР9, ВУ на ЭР9П расположены под кузовом вагонов, вследствие чего была модернизирована схема моторного вагона — убрана часть аппаратов охлаждения ВУ. Охлаждение производилось принудительно вентилятором, насаженным на вал фазорасщепителя.
В процессе производства конструкция вагонов заметно менялась два раза. С поезда № 307 (составы средних выпусков) была изменена подвеска редуктора, с серповидной перешли на стержневую. На моторные вагоны были добавлены авторегуляторы, для автоматической регулировки штоков тормозных цилиндров. Также была изменена внутренняя отделка салонов и тамбуров. В 1974 году с поезда № 345 изменена форма лобовых частей головных вагонов (с круглой на квадратную); такие поезда условно называют составами поздних выпусков.
Всего было построено 330 электропоездов ЭР9П, с номерами 34 (опытный образец), далее с 48 по 305 включительно и с 307 по 377 включительно (электропоезд с номером 306 также имел маркировку ЭР9П, однако имел совершенно другую схему и асинхронные двигатели и имел официальное обозначение ЭР9А). Также был выпущен ряд дополнительных вагонов и двухвагонных секций-наполнителей.

### ЭР9А
С начала 1967 года ВНИИЭМ проводил работы по наладке и испытанию двухвагонной секции электропоезда ЭР9П-134, состоящей из вагона Пг (№ 13401) и вагона Мп (№ 13402). Имеются также данные, согласно которым с вагоном № 13402 в паре применялся вагон-наполнитель ЭР9П-401 (то есть либо при выполнении работ произошла замена, либо имеются неточности в одном из источников).
На одной из тележек моторного вагона коллекторные ТЭД были заменены трёхфазными асинхронными машинами. Машины с тремя парами полюсов при напряжении около 500 В, токе 300 А (на фазу) и частоте 50 Гц развивали мощность около 200 кВт каждый. Частота вращения ротора при этом была около 1000 об/мин. По внешним установочным размерам новые ТЭД соответствовали размерам двигателя РТ-51Д электропоезда ЭР9. В выпрямительную установку секции были добавлены тиристорные схемы для получения плавного межступенчатого изменения напряжения выпрямленного тока. После испытаний секции на участке Ожерелье—Павелец в 1967—1969 годах. Рижским вагоностроительным и Рижским электромашиностроительным заводами в 1970 году был выпущен восьмивагонный поезд ЭР9А-306, на котором были установлены асинхронные тяговые электродвигатели ВНИИЭМа и преобразовательные установки Таллиннского электротехнического завода. Часть энергетического оборудования моторных вагонов была размещена в пассажирском салоне. Однако сложность преобразователей, необходимость параллельной работы многих тяговых двигателей не позволили пустить электропоезд в нормальную эксплуатацию).

### ЭР9М

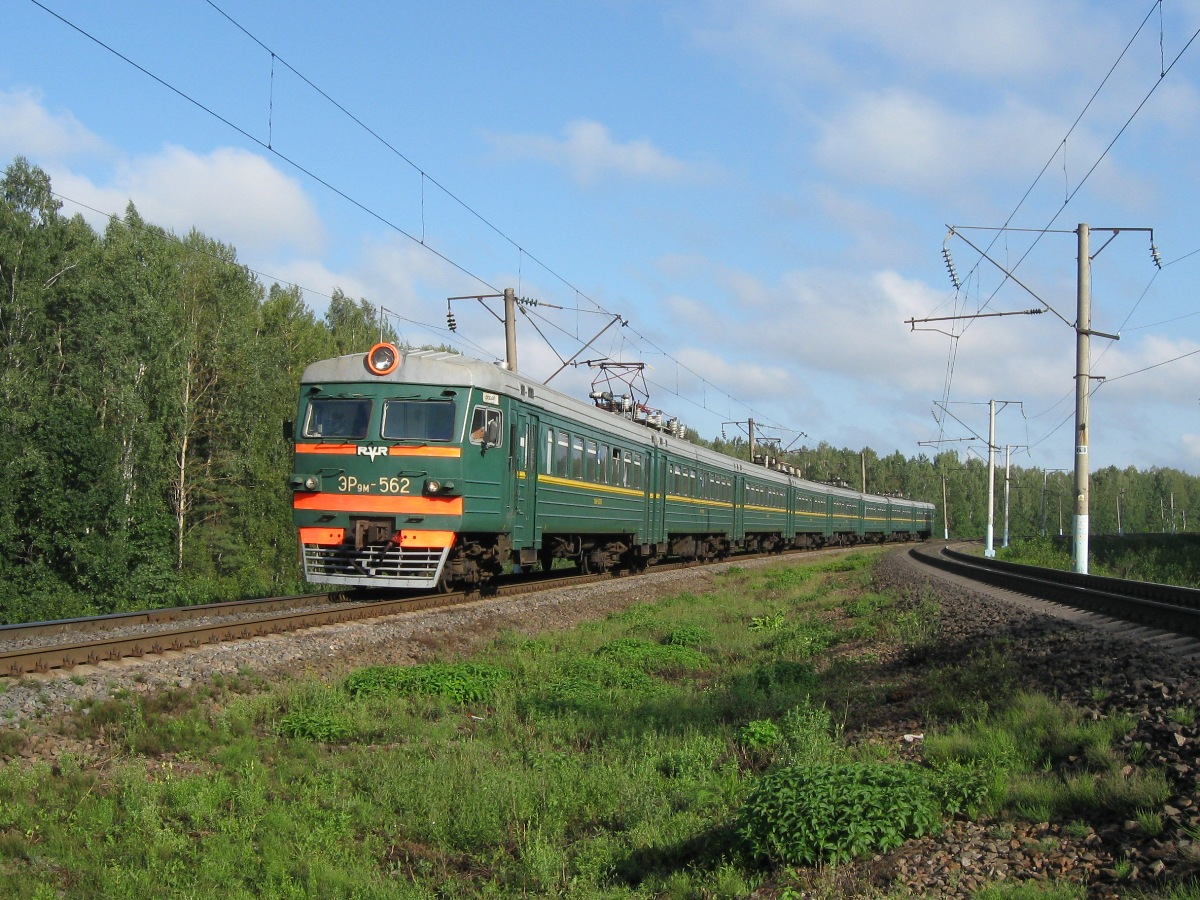
ЭР9М-562 в окраске МПС (близкой к заводской) на перегоне Клюковники-Навля (Брянская область)

- Данная модификация (М — модернизированный) выпускалась с 1976 года. В отличие от ЭР9 и ЭР9П, у электропоездов ЭР9М высоковольтный кабельный ввод в моторных вагонах заменён шинным вводом, размещающимся в высоковольтной шахте (шкаф в середине моторного вагона); применена новая выпрямительная установка, в салонах установлены полумягкие диваны, вместо деревянных сидений как в ЭР9П и ЭР9 (по аналогии с ЭР2 с номера 1112). Впоследствии шинный высоковольтный ввод был установлен также на большинстве ЭР9П. В выпрямительной установке применены лавинные диоды, в результате уменьшились число диодов (со 144 до 84 штук) и размеры ящика выпрямительной установки. Его размещение и охлаждение (от вентилятора, установленного на валу фазорасщепителя) не изменились.

Всего построено 111 электропоездов ЭР9М. Нумерация составов продолжилась от нумерации ЭР9П; велась с номера 378 по 400 включительно, далее с 500 по 564, с 566 по 571, с 573 по 589 (номер 401 получил опытный вагон ЭР9А, номера с 402 по 443 присваивались отдельным вагонам ЭР9П, номера 565 и 572 присвоены опытным составам ЭР9Е). Также был выпущен ряд дополнительных вагонов и двухвагонных секций-наполнителей.
Серия ЭР9М используется Российскими железными дорогами, Белорусской железной дорогой, Казахстанскими железными дорогами, Литовскими железными дорогами, Украинскими железными дорогами и Узбекской железной дорогой.

### ЭР9Е, ЭР9ЕТ

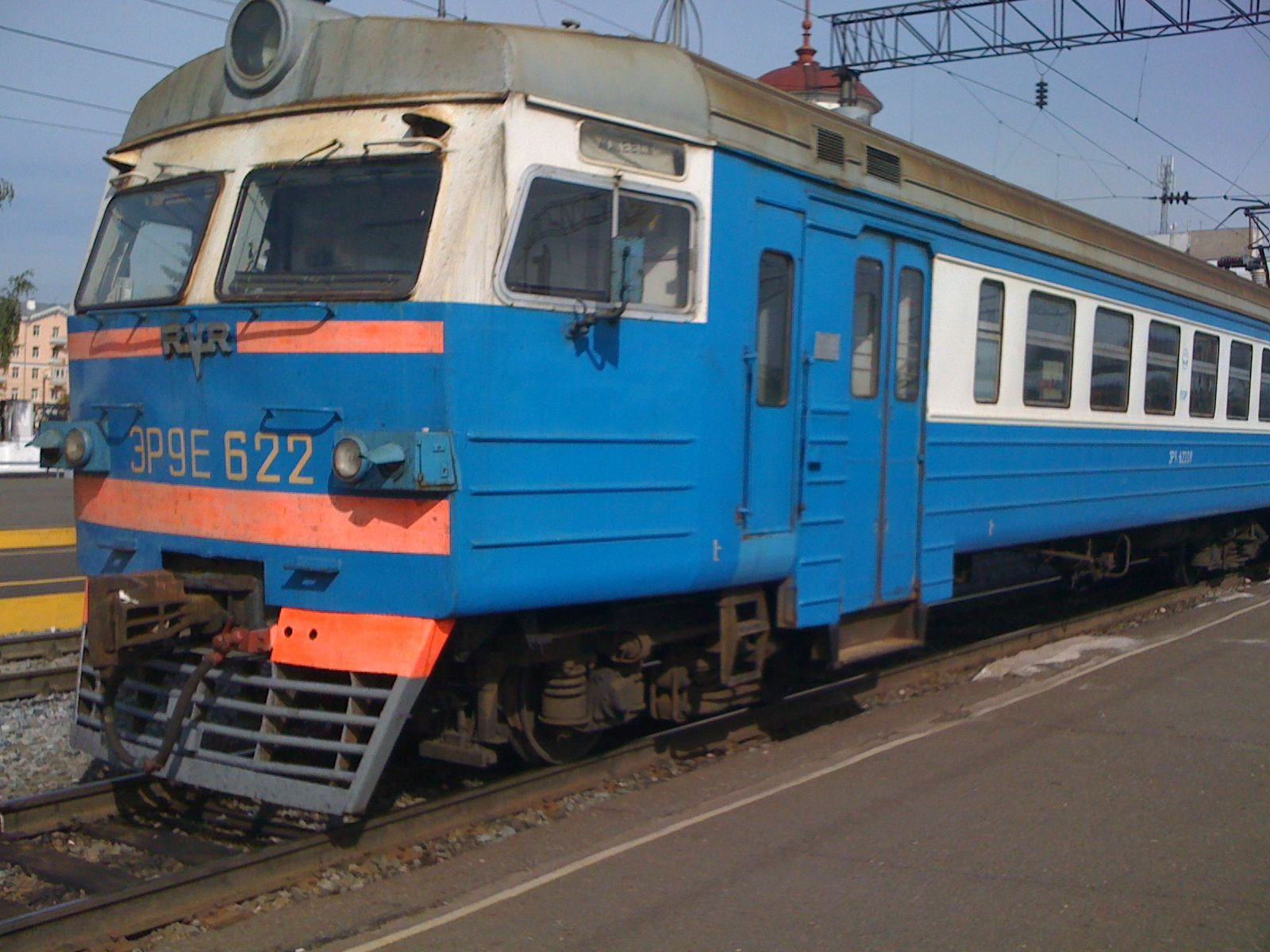
ЭР9Е-622 в Ижевске

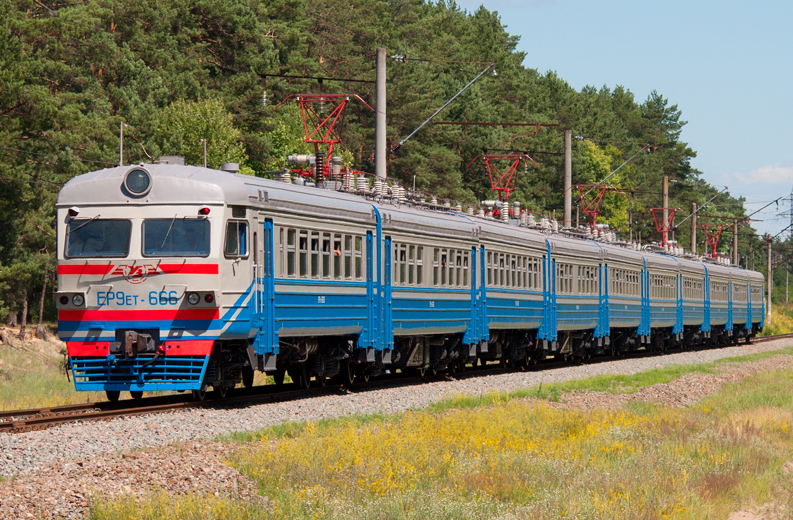
ЭР9ЕТ-666 в окраске УЗ на перегоне Жукотки-Чернигов (Украина)

Данная модификация выпускалась с 1981 по 1987 год. Отличается от ЭР9М естественным охлаждением силового оборудования: радиатор выпрямительной установки охлаждается набегающим потоком воздуха; сглаживающий реактор, в отличие от ЭР9М, погружён в масло трансформатора и охлаждается вместе с трансформатором; масляный радиатор, в свою очередь, тоже обдувается только набегающим потоком. Фазорасщепитель механической нагрузки на валу не имеет.
Последний электропоезд ЭР9Е (ЭР9Е-666) был переделан под ЭР9Т и получил обозначение ЭР9ЕТ-666. Впоследствии этот электропоезд передан Украинской ССР, где с 1987—1988 года эксплуатировался на электрифицированном после аварии на ЧАЭС участке Чернигов — Славутич — Йолча. После воссоединения с остальной электрифицированной сетью Юго-Западной железной дороги (1999—2000 гг.) продолжает регулярные пассажирские перевозки на маршрутах в Черниговской области. В это же время электропоезд получил известность среди ряда субкультур, связанных с ЧАЭС, в связи с полигоном обслуживания и числом зверя в порядковом номере. Всего было построено 79 электропоездов ЭР9Е. Нумерация ЭР9Е — 565, 572, далее с 590 по 666. Дополнительные двухвагонные секции 4031—4051 построены в период с 1984 по 1987 гг., 4057 и 4058 построены в 1995 году.

### ЭР9Т, ЭР9ТМ

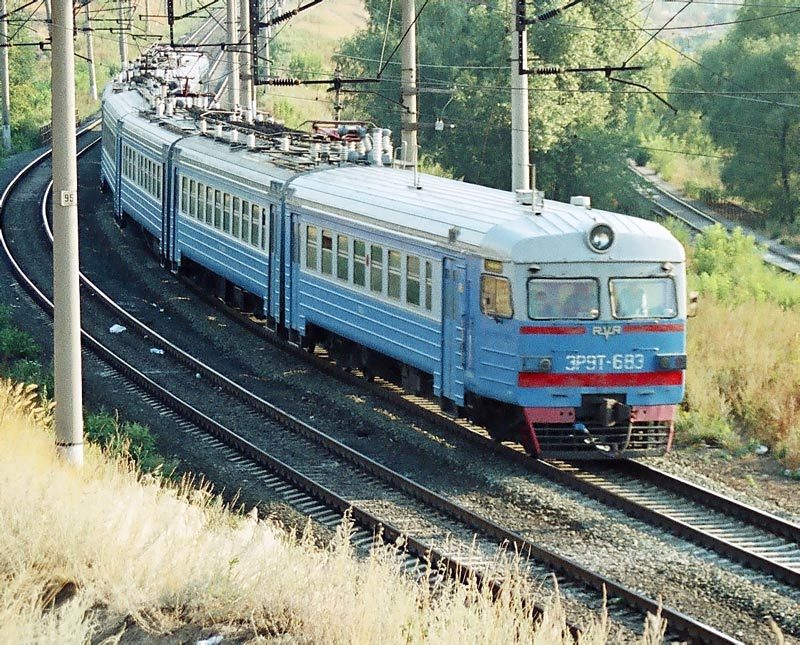
ЭР9Т-683 в окраске, близкой к заводской

Данная модификация имела модернизированные тележки, тяговые двигатели и реостатный тормоз. В качестве опытного образца выступил упомянутый выше состав ЭР9ЕТ-666, переоборудованный из ЭР9Е. Его испытания проводились на экспериментальном кольце ЦНИИ МПС, после чего поезд был передан в депо Чернигов Юго-западной железной дороги. Электропоезда ЭР9Т выпускались с 1988 года (с номера 667) и вплоть до прекращения выпуска этой серии Рижским заводом в 1996 году. Внешне ЭР9Т легко отличить от прочих модификаций по установленным на крышах моторных вагонов тормозным реостатам.
В октябре 1996 года был построен электропоезд ЭР9ТМ-801, который в марте 1997 года поступил в эксплуатацию в депо Минск-Северный Белорусской железной дороги. При постройке электропоезда применён новый комплект электрооборудования производства РЭЗ, такой же, как и на электропоездах серии ЭД9Т, из-за чего в обозначении серии был добавлен индекс М — модернизированный.
Электропоезда ЭР9Т-746 (в 2001 году) и ЭР9Т-747 (в 2003 году) были построены в Киеве на Киевском электровагоноремонтном заводе на базе кузовов, купленных у РВЗ. Всего был построен 81 электропоезд ЭР9Т (нумерация с 667 по 747) и один ЭР9ТМ с номером 801.

## МВПС, созданный на базе серии ЭР9

### Электропоезд ЭД9Т
В декабре 1995 года Демиховский машиностроительный завод (ДМЗ) завершил создание электропоезда переменного тока ЭД9Т. Его электрическая схема была практически одинакова с ЭР9Т (в обозначении нового поезда поменялась только буква, указывающая на завод), однако был применён усовершенствованный комплект электрооборудования производства РЭЗ. В нём были применены ТЭД типа 1ДТ.003.11, унифицированные с электропоездами ЭР2Т и ЭД2Т, добавлена система автоматического замещения неисправного реостатного тормоза электропневматическим и тому подобное. Главной особенностью новой схемы является улучшенная система регулирования в режиме реостатного торможения: якоря ТЭД в тормозном режиме соединены в два контура. При этом с помощью тормозного контроллера происходит переключение резисторов, с обеспечением семи ступеней реостатного торможения. На 12-й позиции срабатывает электропневматическое дотормаживание. Аналогичный комплект РЭЗ почти одновременно был применён на РВЗ при создании последней версии серии (ЭР9ТМ).

### Электропоезда, прошедшие капитально-восстановительный ремонт (ЭР9К, ЭР9ПК, ЭР9МК, ЭМ9, ЭР9МР)

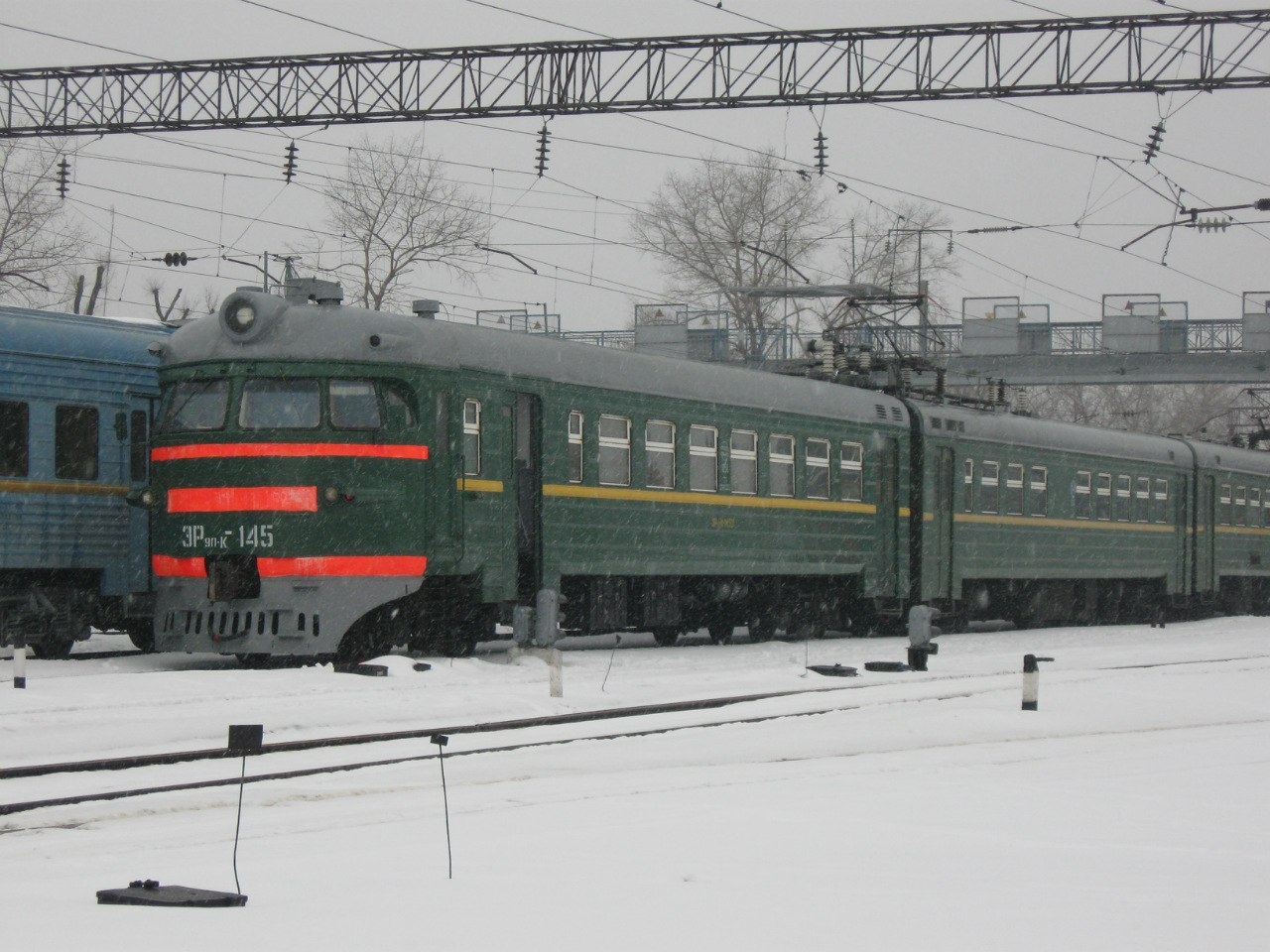
ЭР9П-К-145 со старыми кабинами в Воронеже, ст. Отрожка

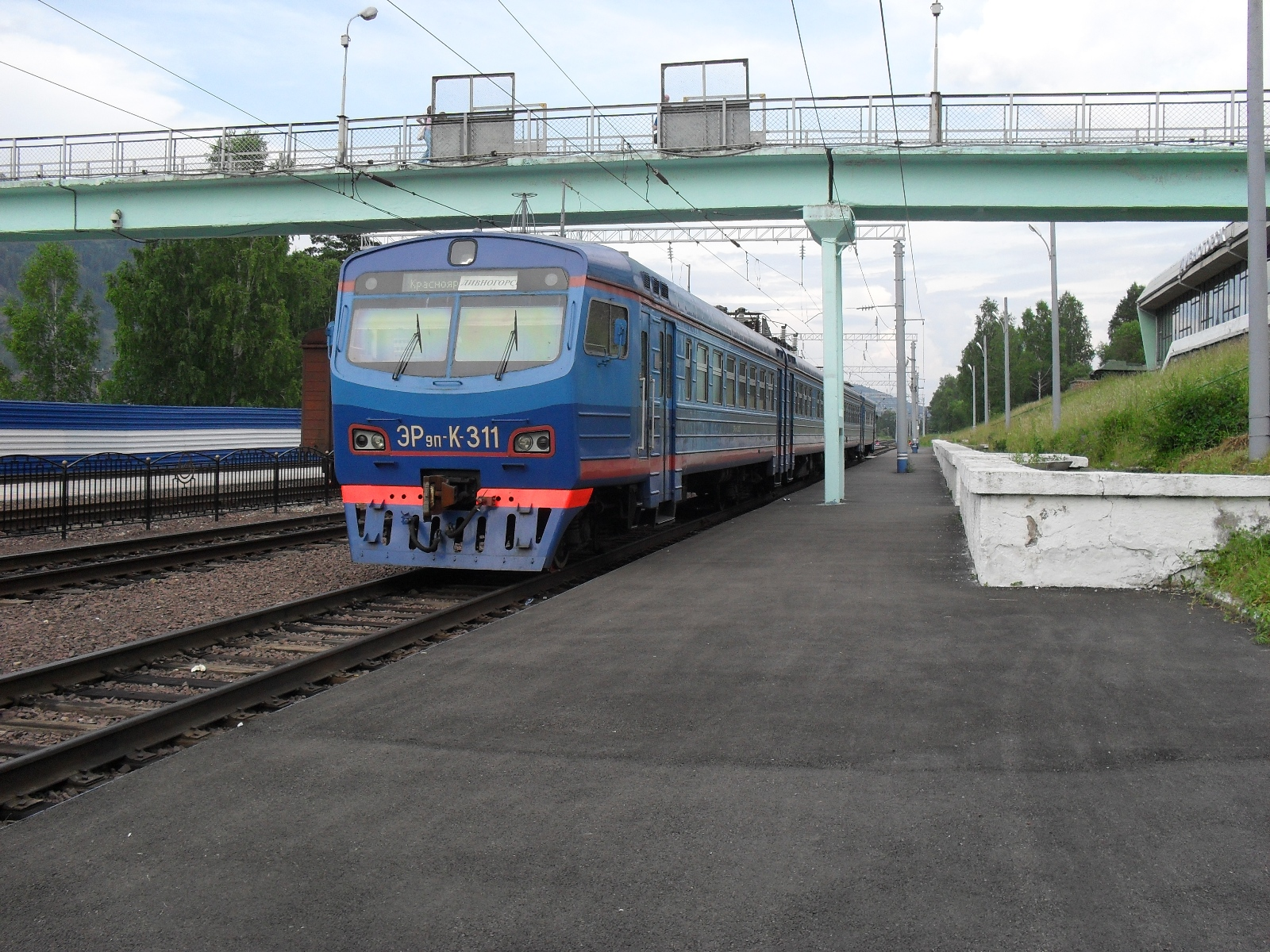
ЭР9П-К-311 с кабинами RRA на ст. Дивногорск

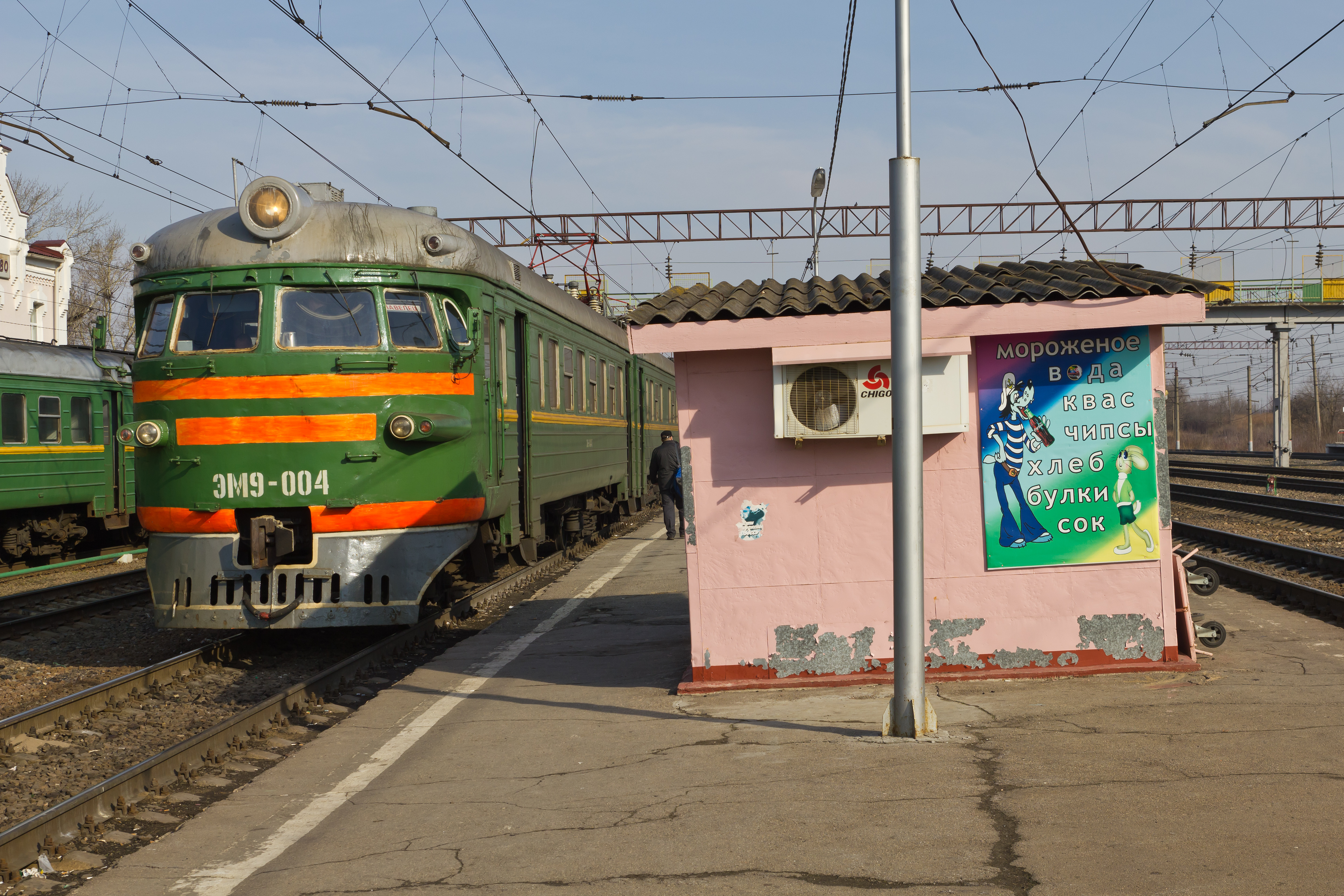
ЭМ9-004 со старыми кабинами на ст. Узуново

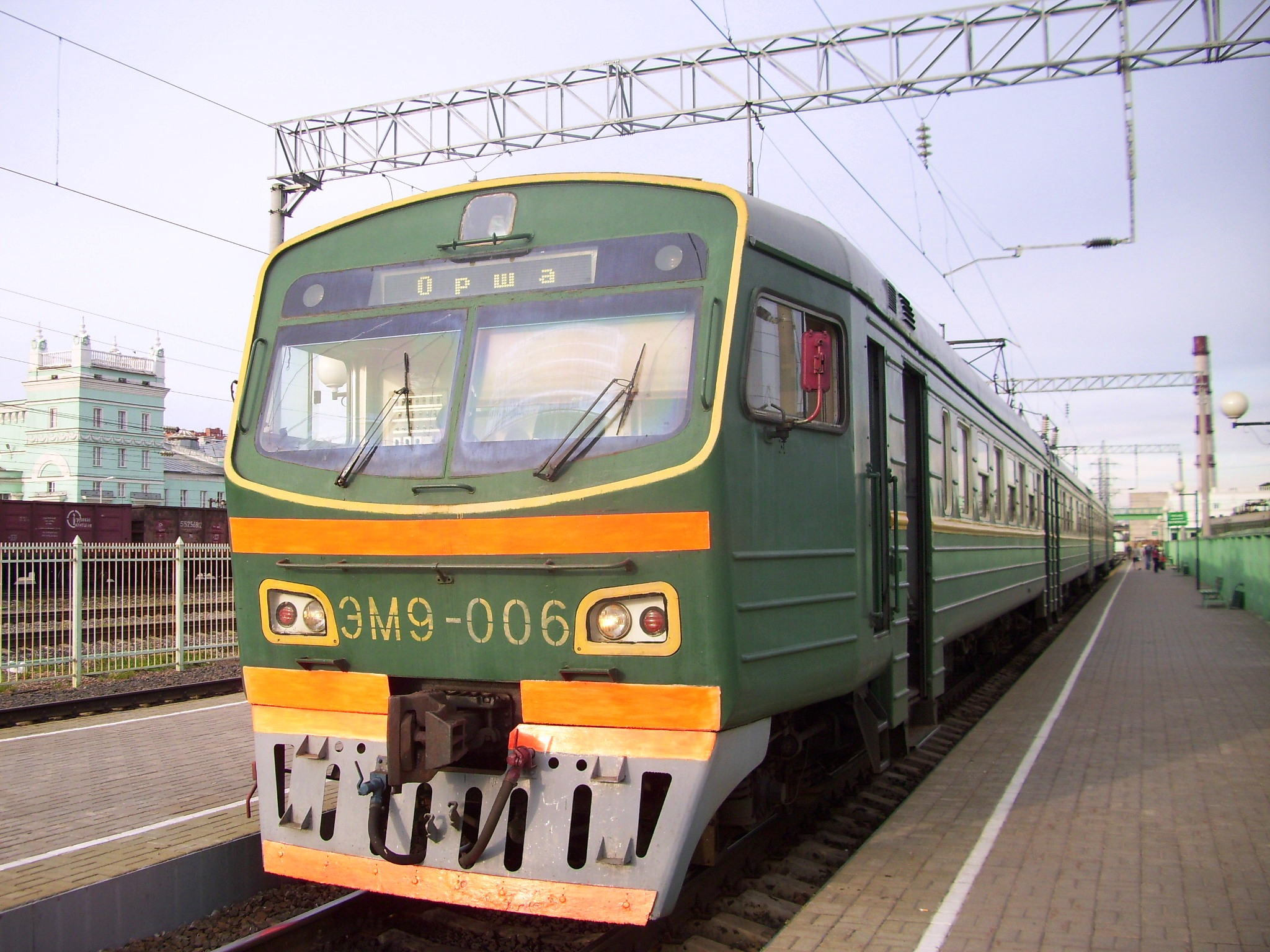
ЭМ9-006 с кабинами RRA в Смоленске

Капитально-восстановительный ремонт (КВР), либо капитальный ремонт с продлением срока службы (КРП) электропоездов серии ЭР9 различных модификаций проводился:
- в России — на Красноярском электровагоноремонтном заводе (КрЭВРЗ);
- в Латвии — на Даугавпилсском локомотиворемонтном заводе (ДЛРЗ);
- в Казахстане — на Алма-Атинском электровагоноремонтном заводе (АЭВРЗ);
- в Узбекистане — на Ташкентском вагоноремонтном заводе (ТВСРЗ);
- в Украине — на Киевском электровагоноремонтном заводе (КЭВРЗ);
- в Белоруссии — в депо Барановичи и Лида;
- в Литве — в депо Вильнюс.

После проведения КВР (КРП) электропоездам серии ЭР9 на КрЭВРЗ присваивается дополнительный индекс К; при этом заводской номер не меняется (например, ЭР9П-К-58). Электрооборудование электропоезда практически не изменяется. Изменяется внутренняя отделка салонов — вместо деревянных шкафов для оборудования ставятся металлические, окна и салонные двери меняются на пластиковые. Высоковольтный кабельный ввод в моторных вагонах заменён шинным вводом, размещающимся в высоковольтной шахте (шкаф в середине моторного вагона). Многие поезда остаются с головной частью старой формы, а некоторые получают новую кабину, разработанную Рижской организацией, занимающейся ремонтом электропоездов — RRA, также применённую на части поездов ЭМ2, ЭР2-К и тому подобное.
После проведения КВР (КРП) электропоездам ЭР9П на ДЛРЗ эти составы получали новое обозначение ЭМ9 (чем создавалась видимость новой серии электропоезда), а также новые номера (начиная от 001). Те же первые буквы использовались при КВР (КРП) составам серии ЭР2 на Московском локомотиворемонтном заводе, что иногда приводило к ложным версиям о московском происхождении ЭМ9. На самом деле значение буквы М точно не установлено (как вариант — «модернизированный»). Известно о шести поездах, получивших на ДЛРЗ обозначение ЭМ9:

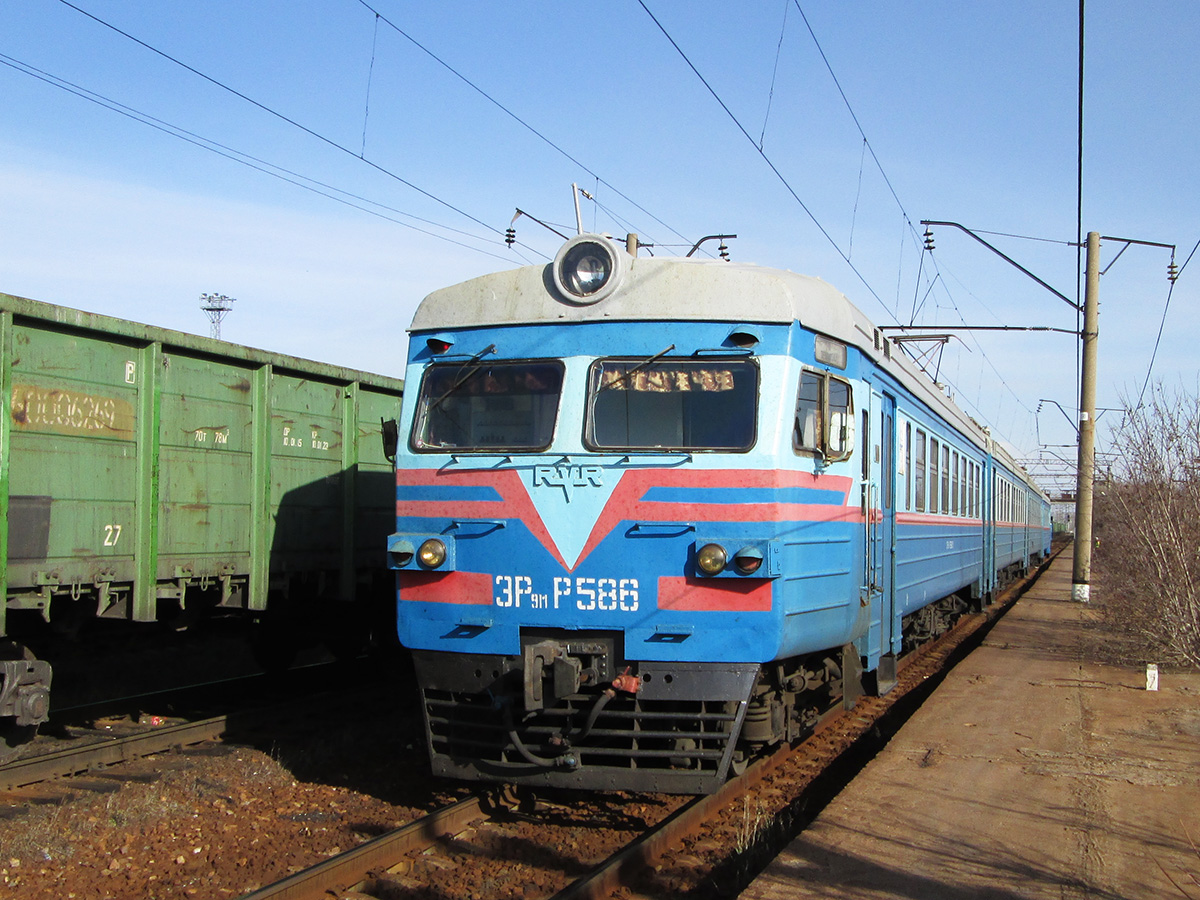
ЭР9МР-586 на станции Караганды-Сурыптау (Казахстан)

- ЭМ9-001 (2001 год; бывший ЭР9П-201);
- ЭМ9-002 (2002 год; бывший ЭР9П-140);
- ЭМ9-003 (2001 год; бывший ЭР9П-203);
- ЭМ9-004 (2002 год; бывший ЭР9П-211);
- ЭМ9-005 (2002 год; бывший ЭР9П-213);
- ЭМ9-006 (2003 год; бывший ЭР9П-163).

Состав ЭМ9-002 числился таковым по документам, однако промаркирован был как ЭР9П-К-140 (как на КрЭВРЗ).
У первых четырёх поездов (ЭМ9-001—004) сохранена оригинальная круглая форма кабины головного вагона, остальные поезда серии получили вышеупомянутую кабину RRA. Электропоезда ЭМ9 поступали в депо Смоленск I (ТЧ-43) и Брянск I (ТЧ-45); далее некоторые были переданы в ТЧ-7 Горький и Мичуринск. Известны также случаи аренды ЭМ9 ТЧ-31 Домодедово и ТЧ-7 Раменское для эксплуатации на линиях переменного тока участков Узуново-Павелец и Рыбное соответственно. ЭМ9-001 использовался для доставки к месту работы путейцев и был окрашен в оранжевый цвет с надписью «Путеец».
После проведения КВР (КРП) электропоездам ЭР9М в Казахстане вместо буквы К добавлялась буква Р (например, ЭР9МР-586).

### Электромотрисы
Известны многочисленные случаи переделки моторных вагонов ЭР9 в электромотрисы для служебного пользования. В частности, на Восточно-Сибирской железной дороге эксплуатируется электромотриса 1Н, построенная на базе вагона ЭР9П-20004.
На Горьковской железной дороге общественно-конструкторская группа локомотивщиков в 1985 году спроектировала и построила продовольственный электровагон ЭВП-001, созданный на базе списанного моторного вагона ЭР9-1006. На вагоне сохранили основное электрооборудование, по обеим сторонам вагона сделали кабины машиниста, а пассажирское помещение приспособили для перевозки и продажи продовольственных товаров на железнодорожных станциях. В дальнейшем работал в качестве рабочего поезда в ПМС-40 станции Ильино. Списан в 1995 году.

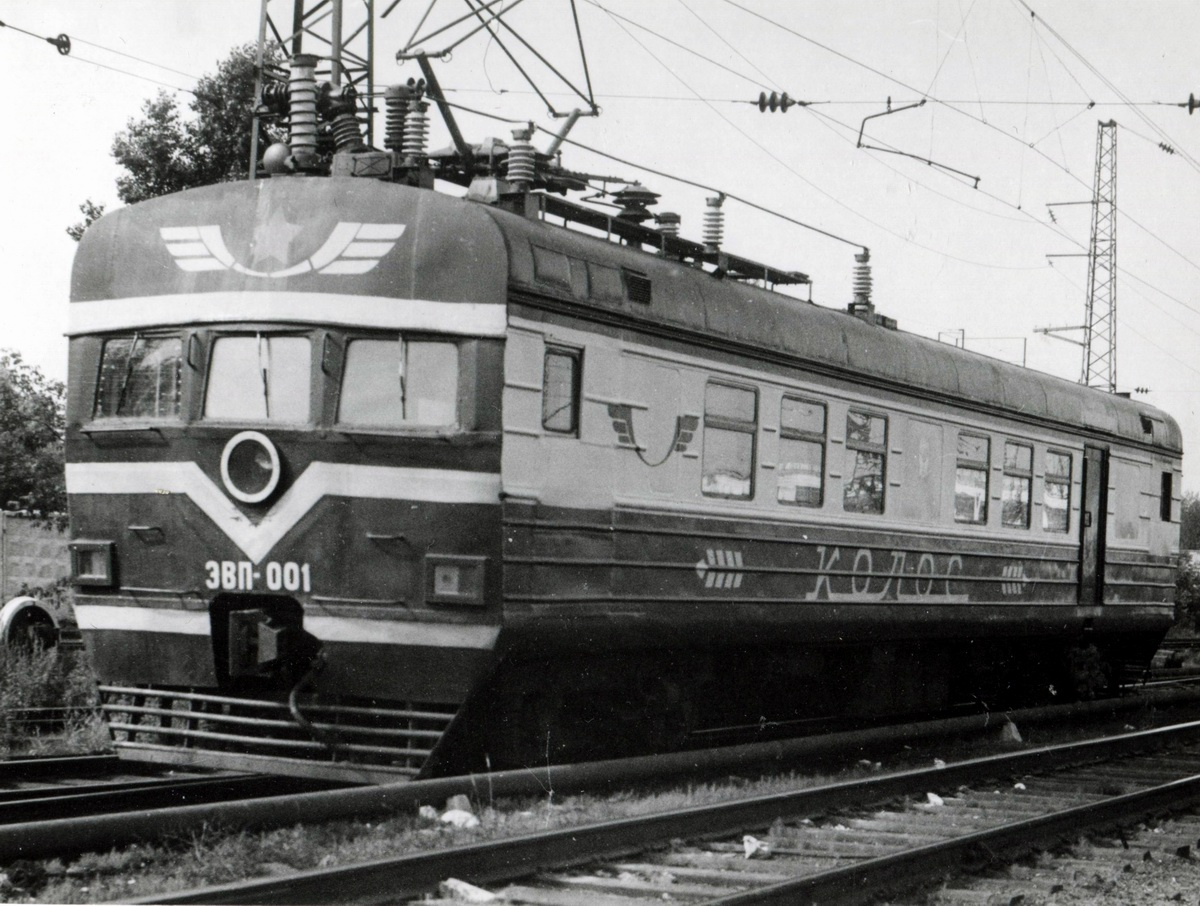
Продовольственный электровагон ЭВП-001
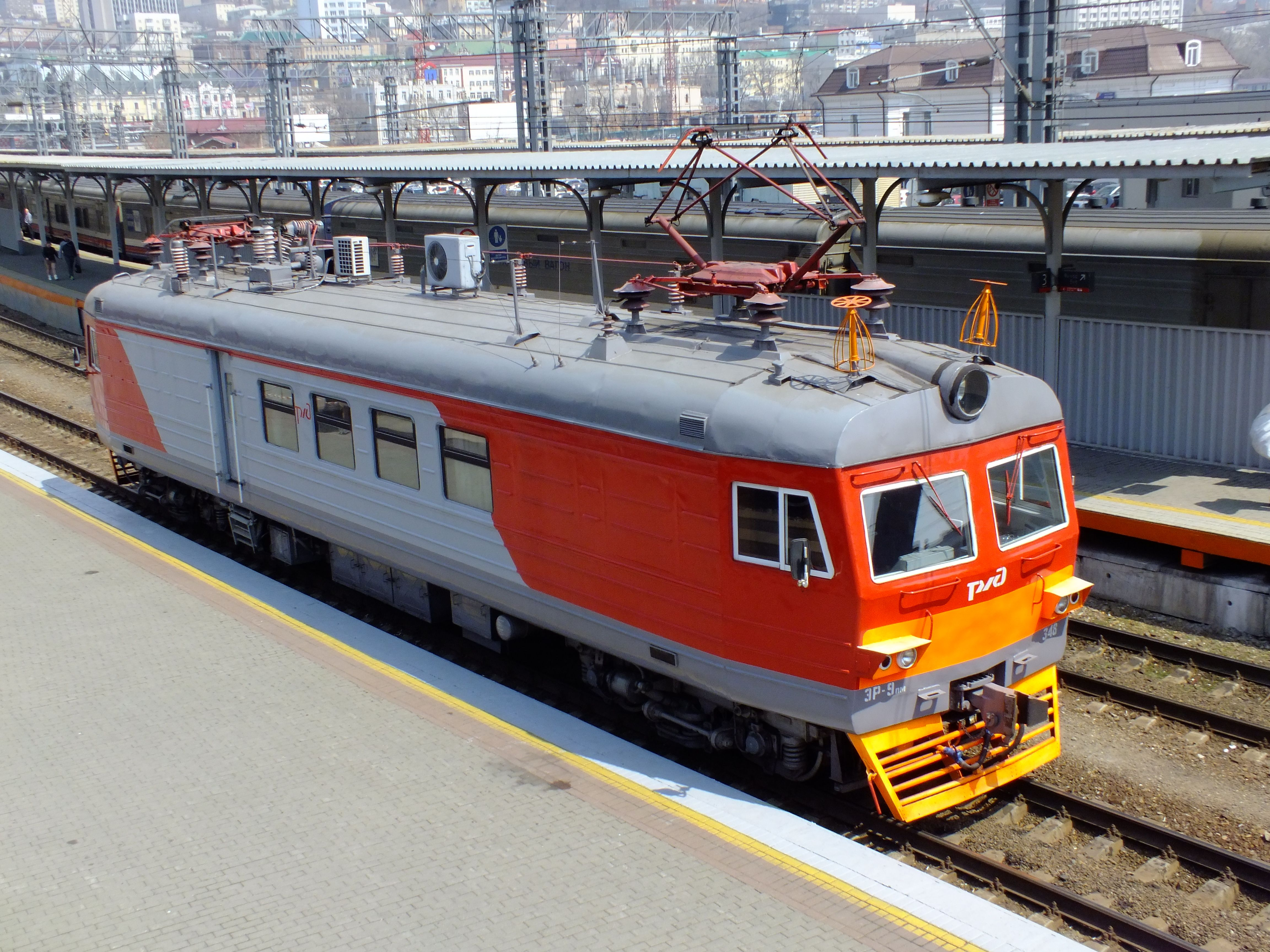
Электромотриса ЭР9ПМ во Владивостоке
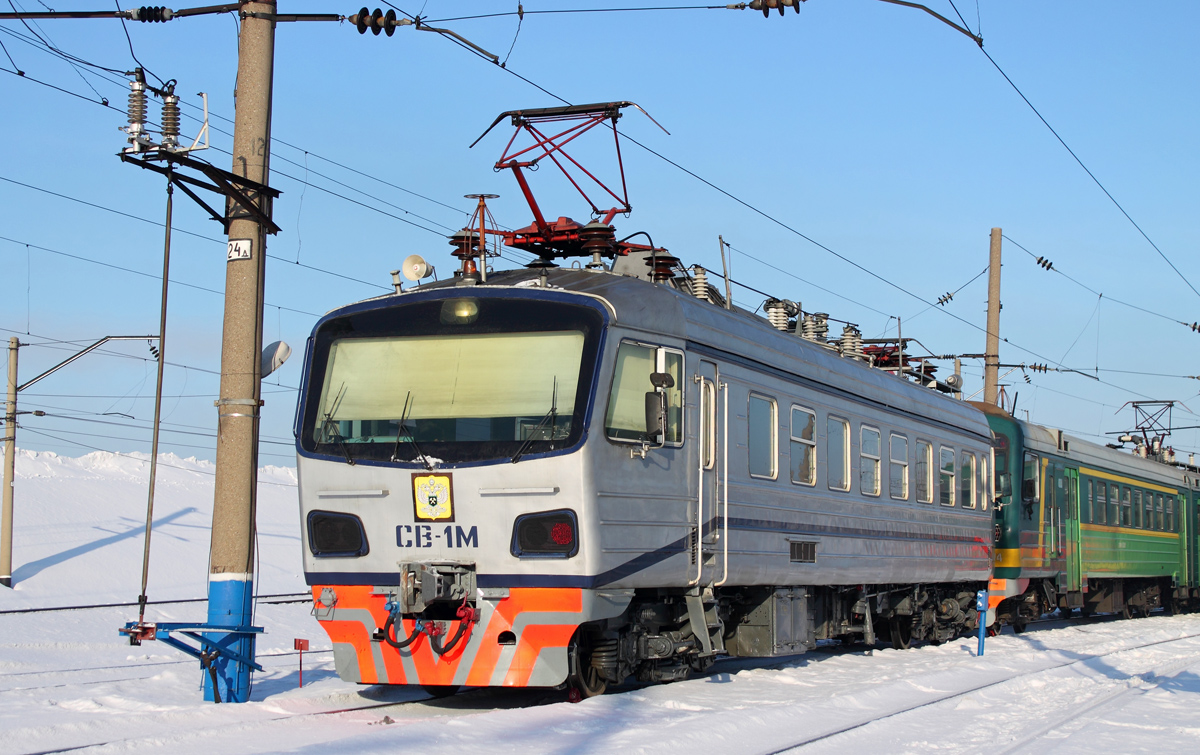
Электромотриса СВ-1М в Барнауле

## Эксплуатация
При эксплуатации первых электропоездов ЭР9 наблюдались отдельные неполадки: выходили из строя сопротивления, кремниевые вентили ВУ, высоковольтные кабели и отдельные вспомогательные машины, но по мере отработки конструкции и накопления опыта эксплуатации эти неполадки устранялись.
Выпуск моторвагонных поездов ЭР9 позволил перевести на моторвагонную тягу пригородное пассажирское движение не только Горьковского железнодорожного узла, но и пригородных участков Минска, Красноярска, Ростова и ряда других городов Советского Союза. Кроме того, успешная эксплуатация этих электропоездов дала возможность прекратить работы по созданию моторных вагонов ЭР8 с относительно сложными и неудобными для обслуживания тяговыми коллекторными электродвигателями переменного тока.
По состоянию на июнь 2023 года эксплуатируются на следующих дорогах:
- На РЖД — на Западно-Сибирской, Восточно-Сибирской и Приволжской;
- На УЗ — на Центральной, Харьковской, Одесской и Львовской.

Также на Белорусской, Казахстанских и Узбекистанских железных дорогах и на Донецкой железной дороге. На Литовской ж.д. все ЭР9 были отставлены от эксплуатации и переданы в Казахстан. Сейчас в Литве эксплуатируется один ЭР9М за номером 389.
- Отправление электропоезда ЭР9П-218 (с круглой кабиной)
- Отправление электропоезда ЭР9Т-746

## Сохранённые электропоезда
Электропоезд состоит из вагонов трёх типов, и для полного представления его в музее достаточно было бы разместить в экспозиции хотя бы по одному из них. Как правило, сохранялись секции Пг+Мп.

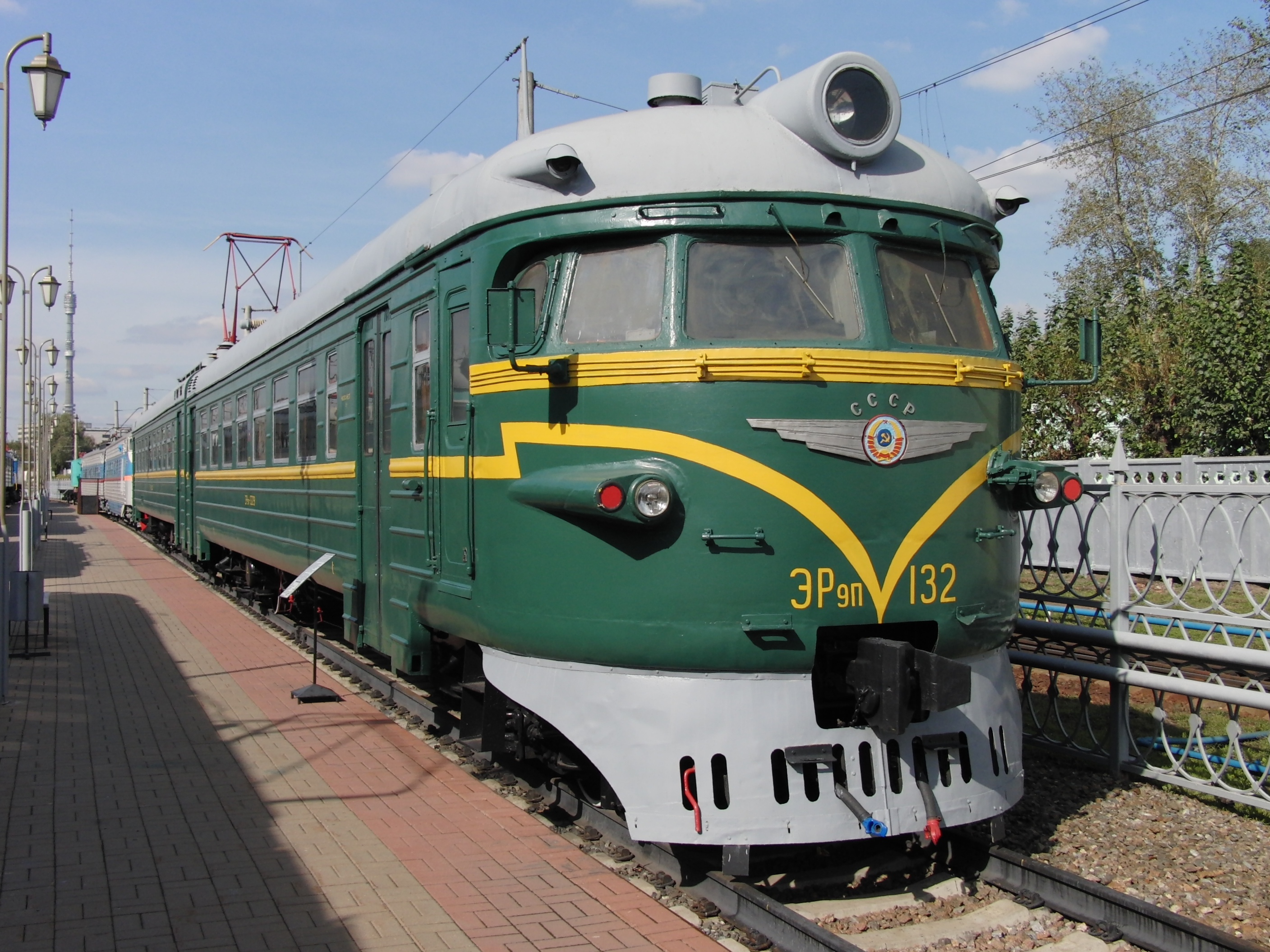
ЭР9П-132 (вагоны № 13209 и 13210) в экспозиции на Рижском вокзале

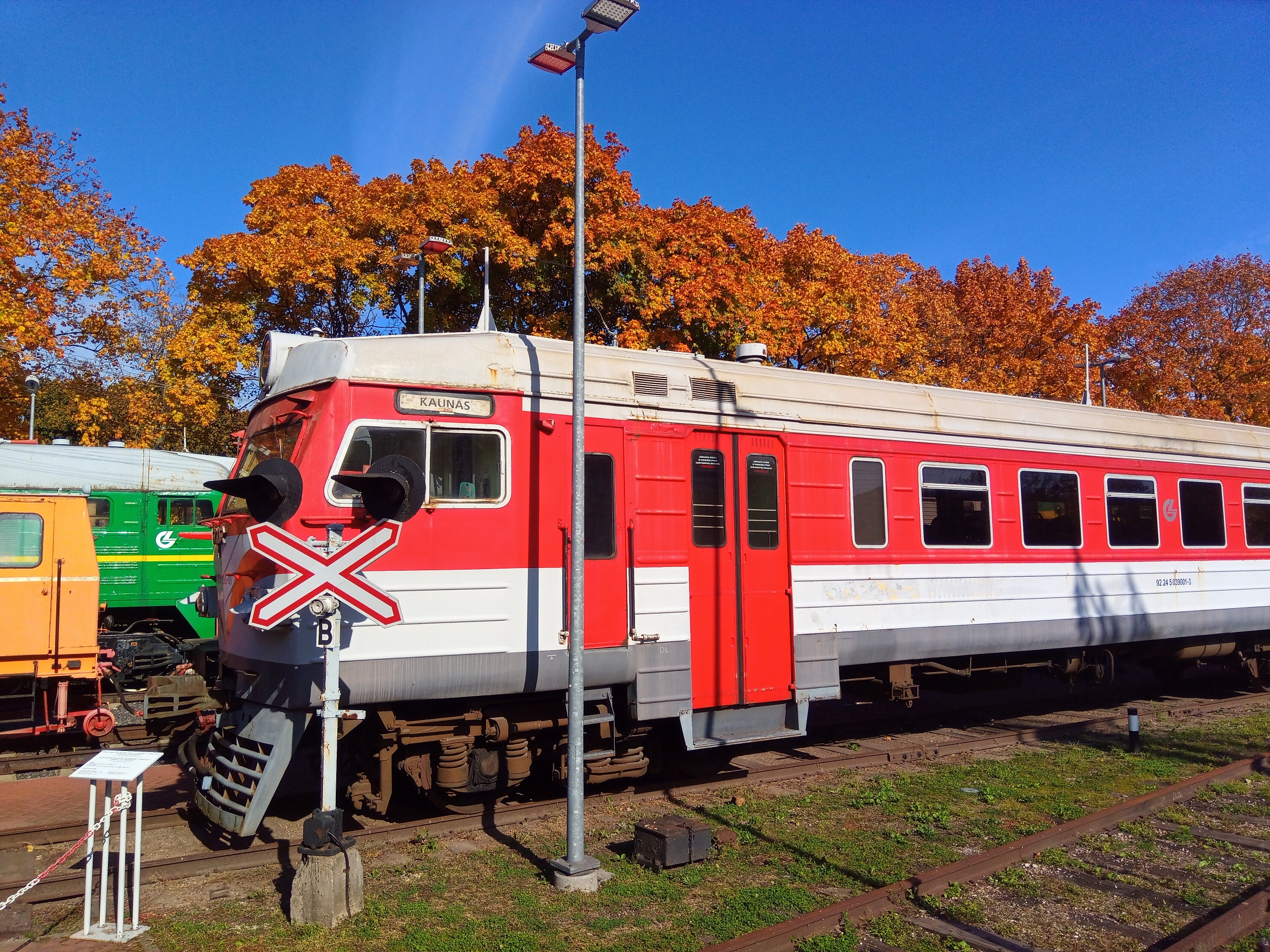
ЭР9М-390 (вагоны № 39001 и 39008) в литовском музее

Известно о следующих электропоездах, вагоны которых были сохранены для истории:
- ЭР9П-86 (головной вагон № 8609 и моторный № 8610) — поступил в Новосибирский музей железнодорожной техники (на станции Сеятель); далее головной вагон был заменён вагоном ЭР2-47901 с соответствующей перемаркировкой[7];
- ЭР9П-132 (головной вагон № 13209 и моторный № 13210) — в музее истории железнодорожной техники Московской железной дороги (экспозиция на Рижском вокзале в Москве); окраска вагонов во многом аналогично одной из первых (или заводской)[7];
- ЭР9П-164 (головной и моторный вагоны) — тренажёр на площадке Брянского колледжа железнодорожного транспорта (Брянский филиал МИИТ); поставлен в окраске МПС с другим номером в маркировке (364)[7];
- ЭР9П-К-183 (головной вагон № 18307 и моторный № 18308) — тренажёр на площадке Улан-Удэнского института железнодорожного транспорта[7];
- ЭР9П-К-202 (головной вагон) — установлен в качестве памятника у депо Горький-московский[7];
- ЭР9П-К-234 (головной и моторный вагоны) — поставлен на «вечную стоянку» в депо Первая Речка Дальневосточной железной дороги с нанесением маркировки ЭР9-20 вместо реальной[6][7];
- ЭР9П-К-270 (головной и моторный вагоны) — выставлен на станции Воронеж-1 с нанесением маркировки ЭР9П-74 вместо реальной[7];
- ЭР9П-К-247 (головной вагон № 24701)— в Ростовский музей железнодорожной техники (музей истории Северо-Кавказской железной дороги);
- ЭР9П-353 (головной и моторный вагоны, поздний выпуск) — тренажёр на площадке Дальневосточного учебного центра профессиональных квалификаций ОАО «РЖД»[7];
- ЭР9М-380 (головной вагон № 38001 — предположительно — и моторный № 38006) — в железнодорожном музее Литовской железной дороги (в Вильнюсе); примечательно, что вагонам придали окраску почти полностью идентичную заводской (за исключением логотипа дорог LG сбоку), маркировка на лобовой части также выполнена кириллицей в стиле РВЗ[8];
- ЭР9М-390 (головной вагон № 39001 и моторный № 39008) — также передан в железнодорожный музей в Вильнюсе[8];
- ЭР9Е-599 (головной вагон № 59901 и моторный № 59902) — передан дорожной технической школе в Нижнем Новгороде; большой исторической ценности не представляет, поскольку при восстановлении вагона № 59901 после пожара была использована головная часть, аналогичная используемой на поездах ЭД9Т/ЭД2Т[11];
- ЭР9Е-615 (головной вагон № 61501 и моторный № 61502) — используется в качестве тренажёра в депо Киров[11].

В ТЧ-35 Иркутск-Сортировочный для обучения локомотивных бригад установлены вагоны ЭР9П-19102 и ЭР9П-413; однако исторической ценности почти не представляют, поскольку первый из них переделан в моторный головной (с кабиной RRA), чего не встречалось на железных дорогах. При этом был ликвидирован тамбур со стороны кабины. Головной вагон ЭР9П-413 также получил кабину RRA.

## Фотографии

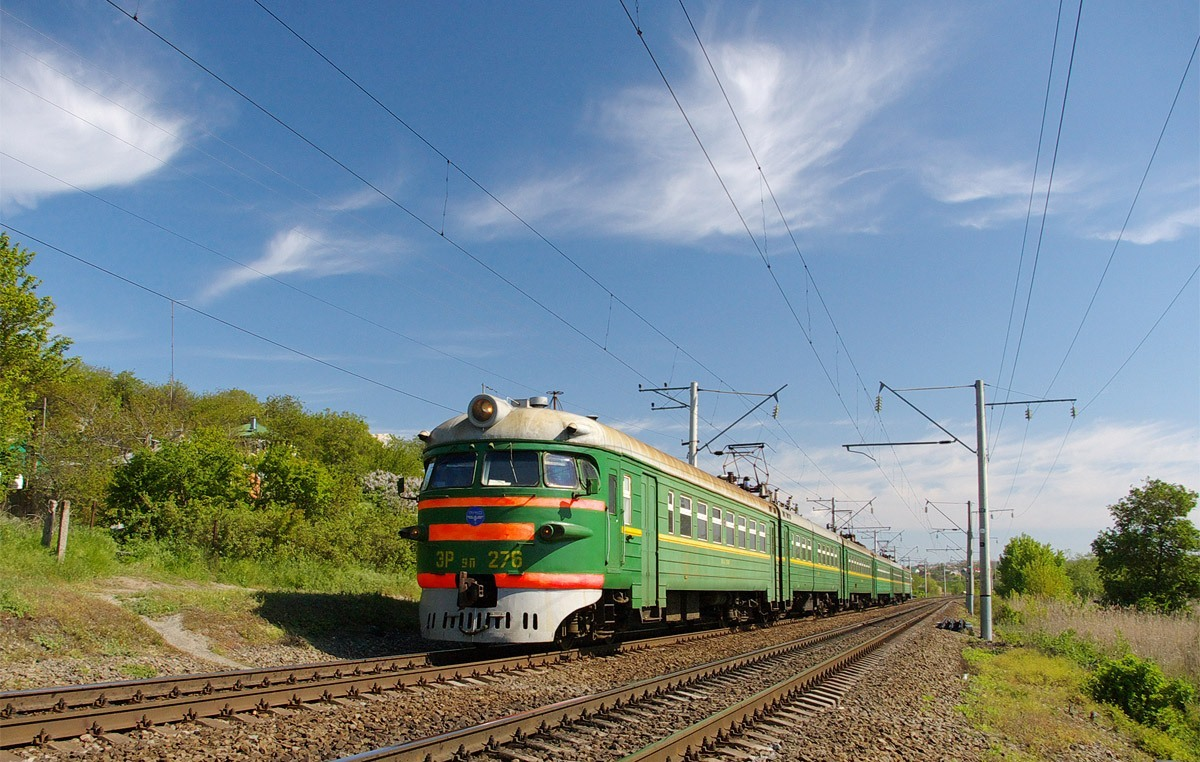
ЭР9П-276, участок Берданосовка — Большой Лог (Россия)
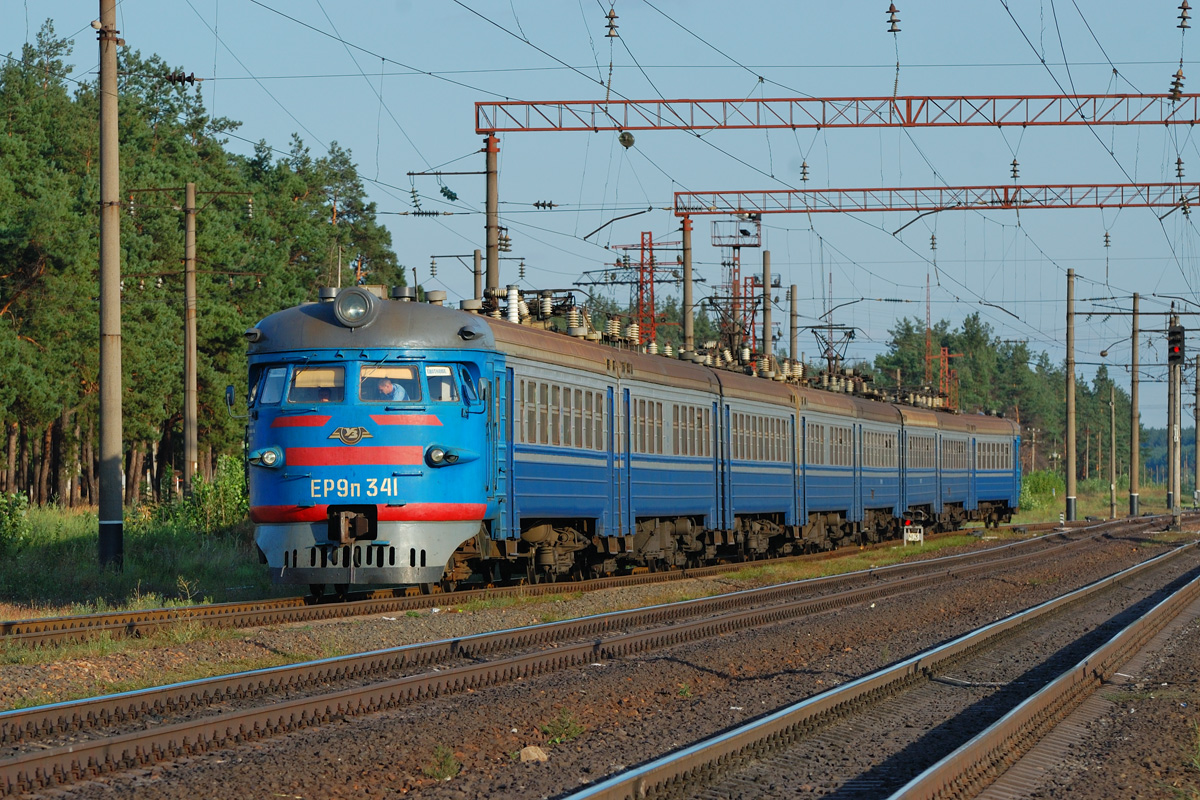
ЭР9П-341 в окраске УЗ на Одесской ЖД (Украина)
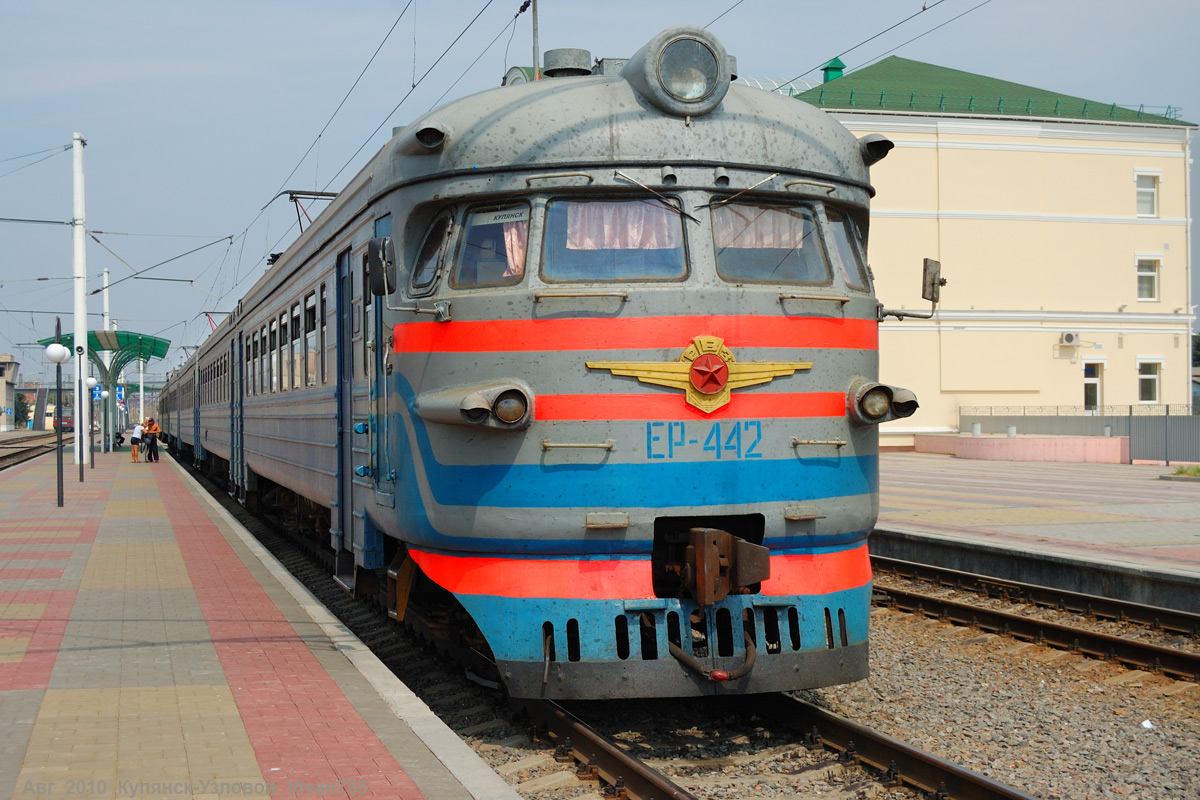
ЭР9П-442 в окраске УЗ в Купянске, Южная ЖД (Украина)
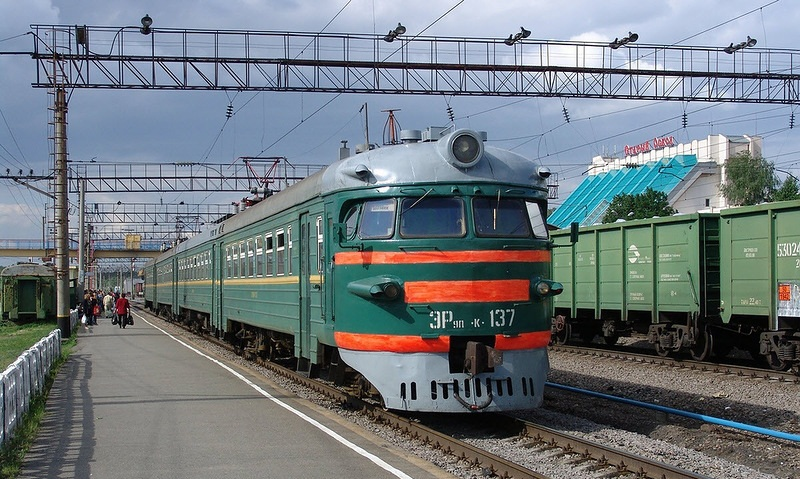
ЭР9П-К-137 с круглой кабиной в Старом Осколе (Россия)
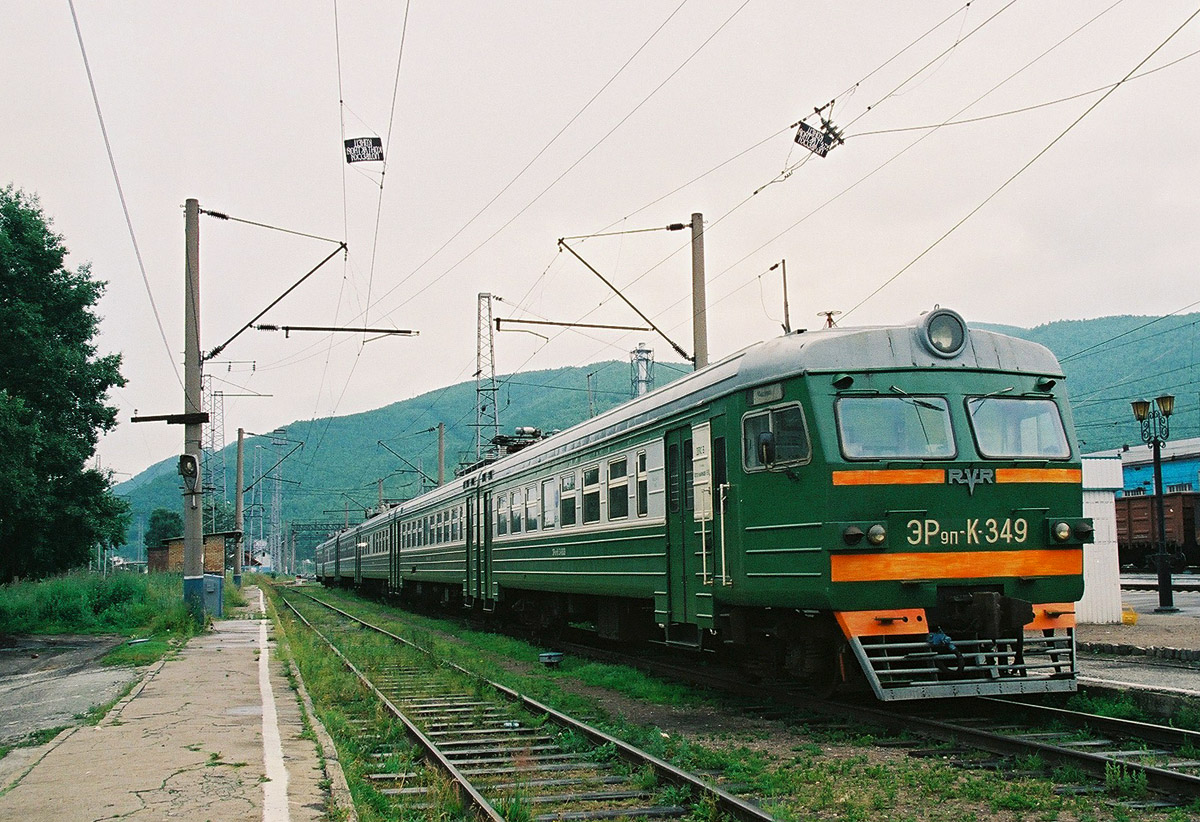
ЭР9П-К-349 с плоской кабиной на станции Слюдянка I (Россия)
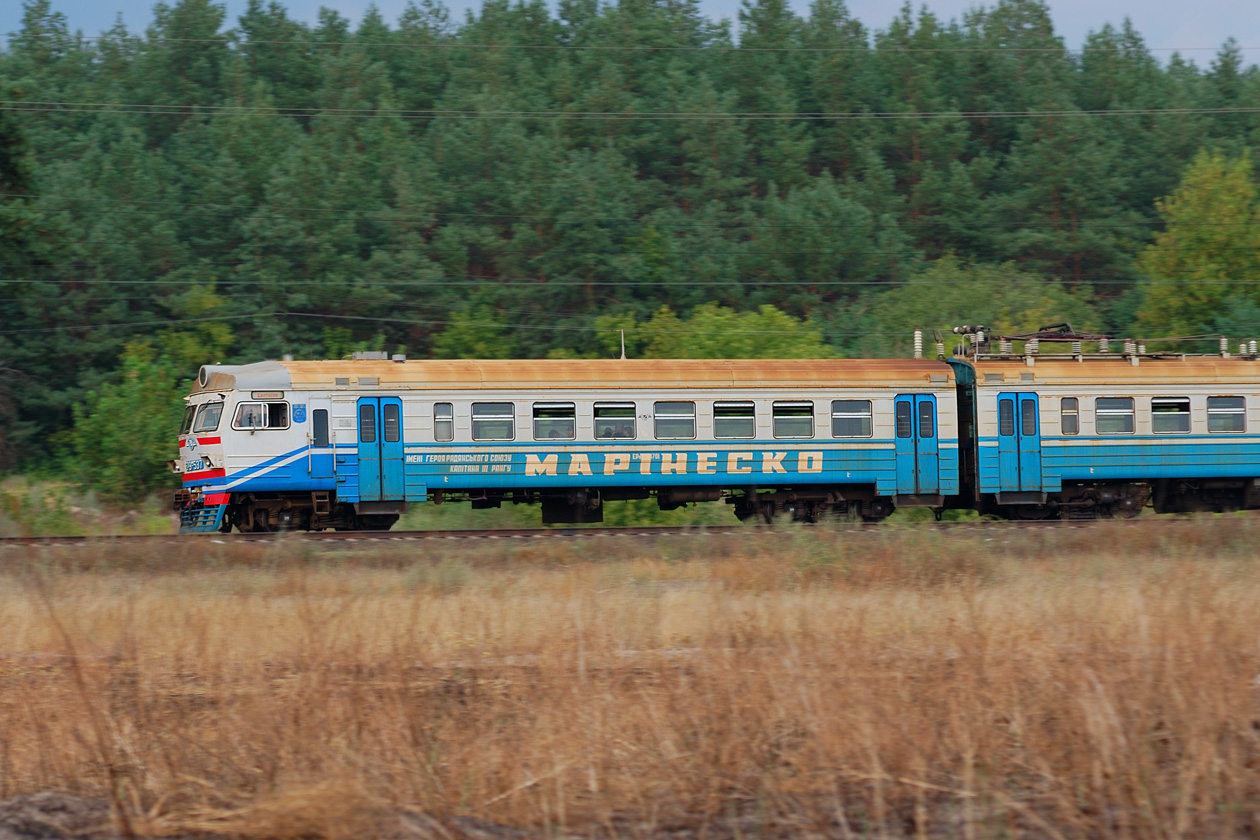
ЭР9М-537 имени Героя Советского Союза Александра Маринеско
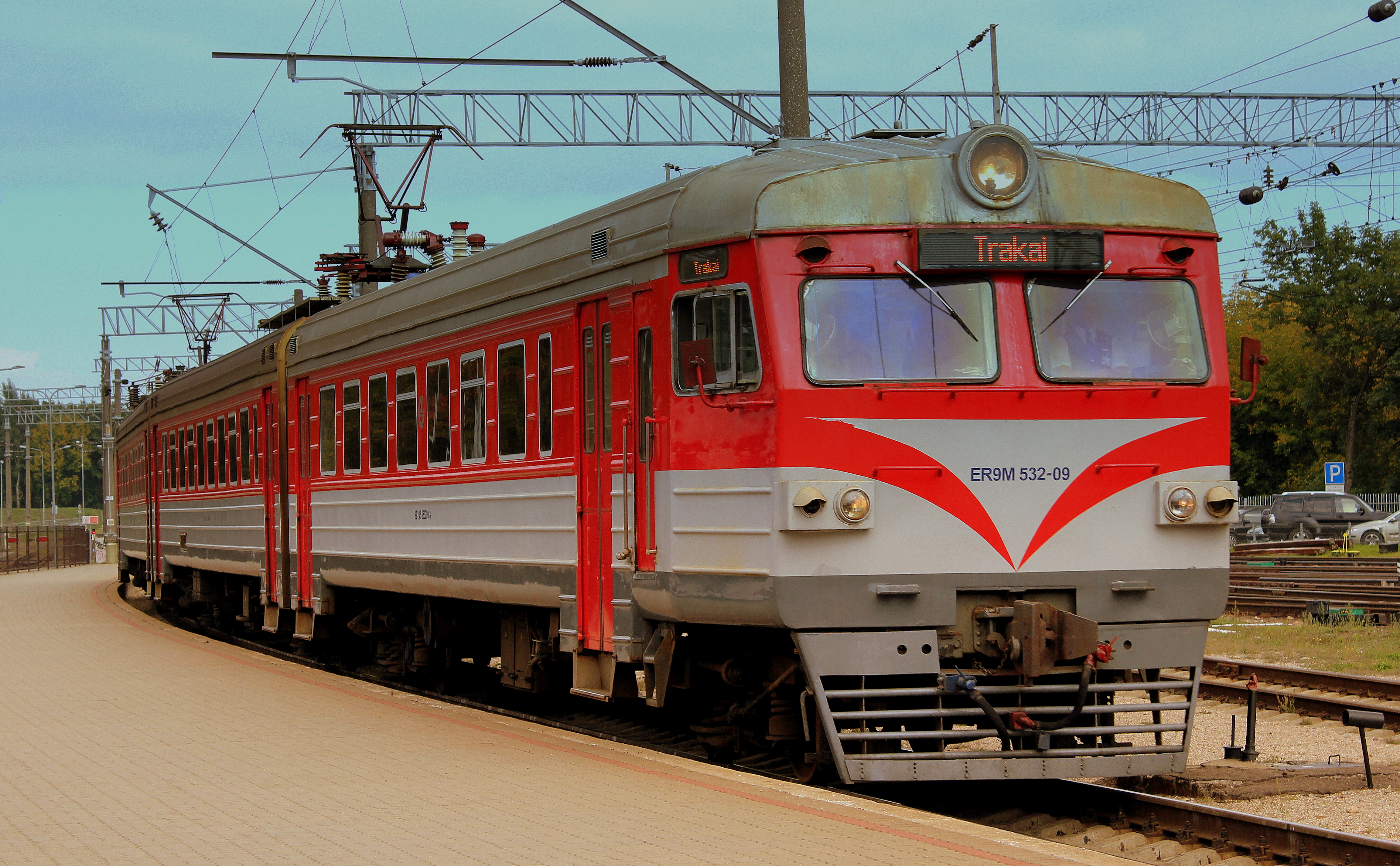
ЭР9М-532 в окраске LG на станции Вильнюс (Литва)
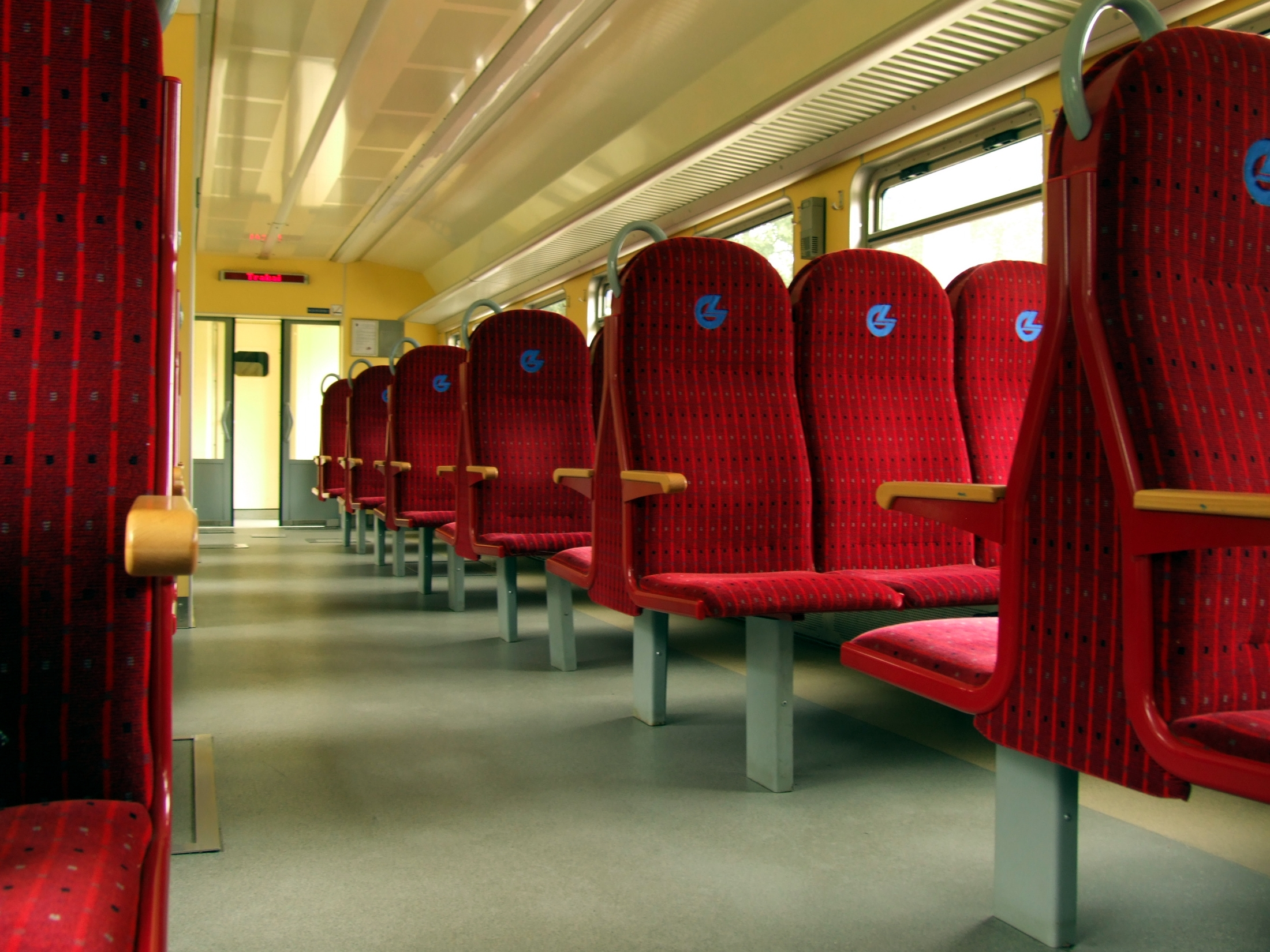
Салон доработанного вагона ЭР9М дорог LG (Литва)
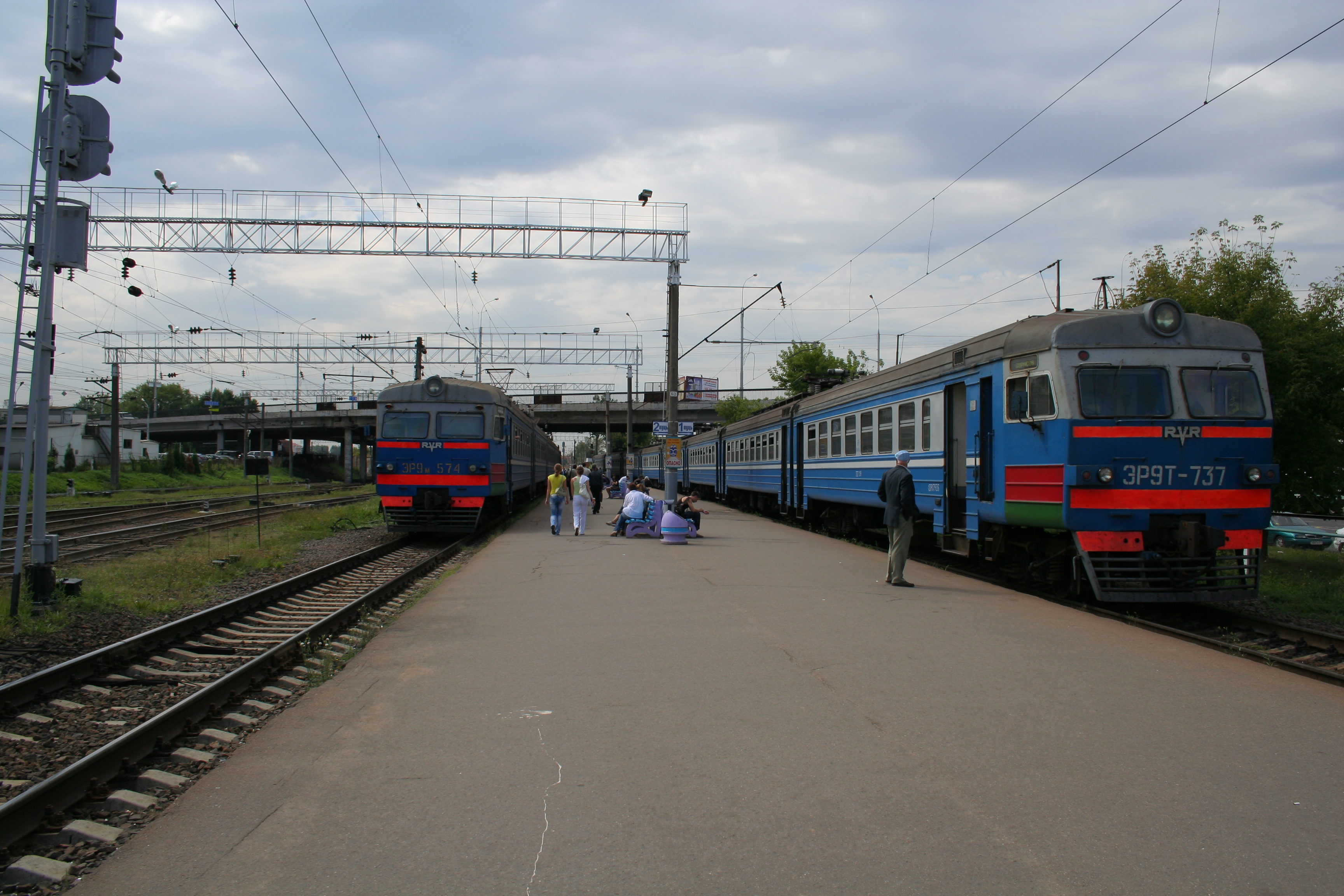
ЭР9М-574 (слева) и ЭР9Т-737 в окраске БЧ на станции Институт культуры (Белоруссия)
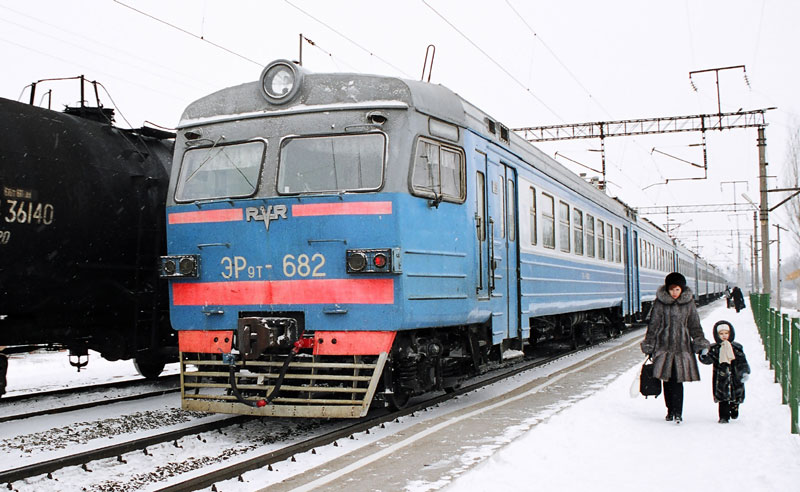
ЭР9Т-682 в окраске МПС на остановке платформы «Мясокомбинат» (перегон Анисовка — Сазанка Приволжской железной дороги)

### Комментарии
1. ↑  Требуется уточнение данных
2. ↑  Высокая платформа — платформа, высота которой над уровнем головки рельса (УГР) составляет 1100 мм. Средняя платформа — платформа, высота которой над УГР составляет 550 мм. Низкая платформа — платформа, высота которой над УГР не более 200 мм[2].